# 2019冠状病毒病云南省疫情
2019冠状病毒病云南省疫情，介绍2019冠状病毒病疫情中，在中华人民共和国云南省发生的情况。

## 时间轴

### 2020年

#### 1月

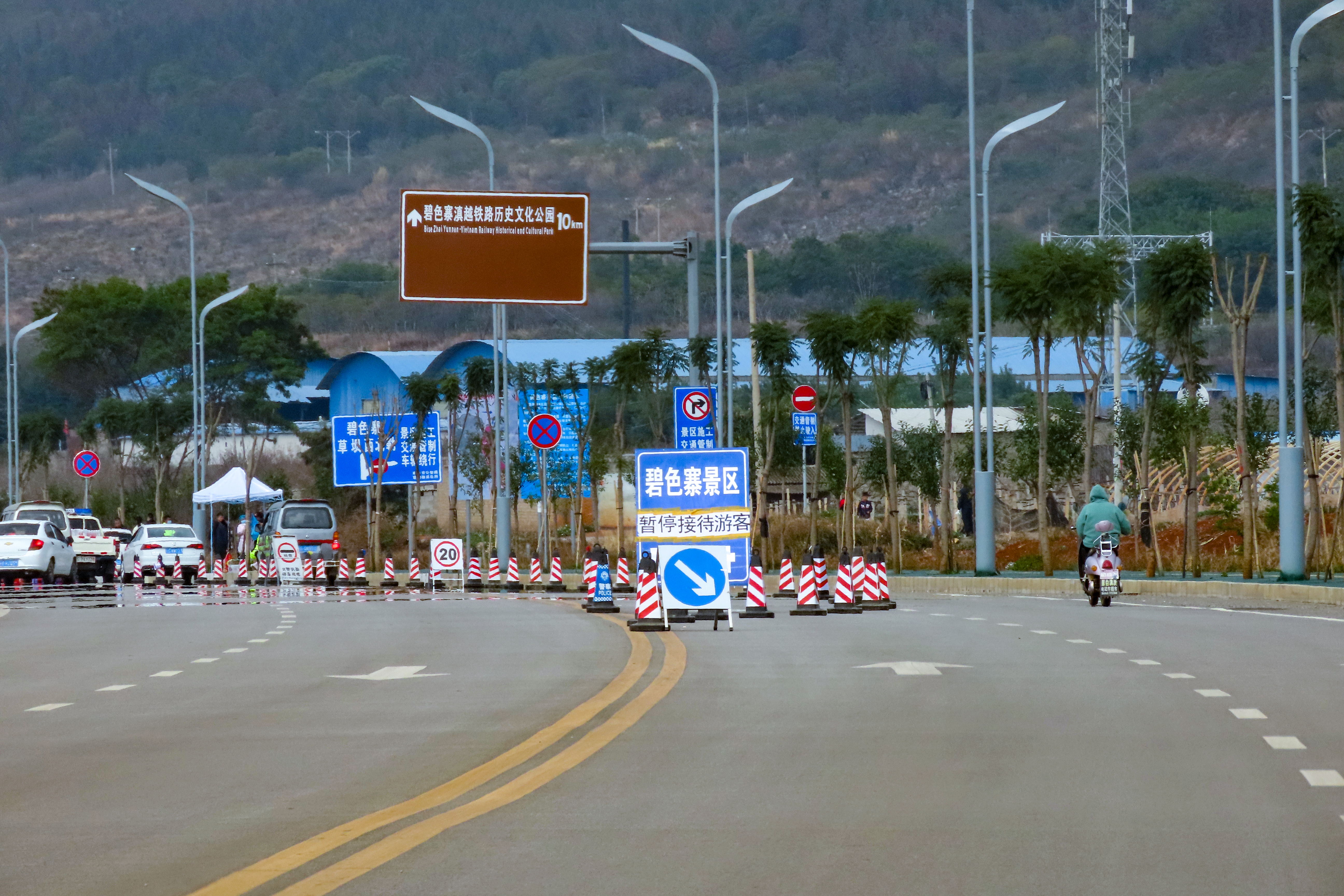
因疫情暂停开放的碧色寨景区（2020年1月26日）

2020年1月20日，据新华社报道，云南省有1例疑似患者。次日晚，该病例被国家卫健委核准为确诊病例。这是云南省首例确诊病例。该病患系51岁男性武汉人，15日从武汉前往昆明，次日因发热、乏力而就诊。
1月23日，昆明市确诊第二例输入性新型冠状病毒感染的肺炎病例。该患者为53岁男性，武汉户籍。1月16日到昆明后出现发热、咳嗽等症状，于1月22日在医疗机构就诊后收治入院隔离治疗。
1月25日上午，云南省卫健委通报新增確診病例3例，其中西雙版納州1例（首次通报）、麗江市1例（首次通报）、昆明市1例。同日下午通报新增確診病例6例，曲靖市、玉溪市、红河州、大理州为报告首例确诊病例，丽江市新增确诊病例1例、昆明市新增确诊病例1例。
1月27日，云南省卫健委通报26日新增确诊病例8例，新增重症病例1例（昆明市）。其中保山市、昭通市、德宏州首次报告确诊病例（保山市2例、昭通市1例、德宏州2例），昆明市新增确诊病例3例。同日中午通报新增确诊病例7例。同日，云南省人大常委会、云南省政协决定云南省“两会”延期召开，具体召开时间另行通知。
1月28日，云南省卫健委通报27日新增确诊病例18例。同日00:00起，昆明市暂停道路班线客运、包车客运及跨省、跨市、跨县域出租汽车(巡游车、网约车)运营和派单。
1月29日，云南省卫健委通报28日新增确诊病例4例。
1月30日，云南省卫健委通报29日新增确诊病例15例。
1月31日上午，云南省卫健委通报30日12时至24时新增确诊病例4例，同日下午通报新增确诊病例3例，1例治愈出院。

#### 2月
2月1日，云南省卫健委通报31日12时至24时新增确诊病例8例，同日晚通报1日0时至12时共报告新型冠状病毒感染肺炎新增病例2例。
2月2日，云南省卫健委通报1日12时至24时新增确诊病例6例，其中玉溪市4例、昆明市1例、大理州1例。同日晚通报2日0时至12时共报告新型冠状病毒感染肺炎新增病例6例（昭通市2例、楚雄州2例、德宏州1例、丽江市1例），其中楚雄州为首次报告确诊病例。
2月3日，云南省卫健委通报2日12时至24时新增确诊病例4例（昆明市、曲靖市、玉溪市、西双版纳州各1例）。同日晚通报3日0时至12时，云南省报告新型冠状病毒感染肺炎新增病例5例（昆明市、昭通市、楚雄州、文山州、德宏州各1例），其中文山州为首次报告确诊病例。
2月4日，云南省卫健委通报3日12时至24时，云南省报告新型冠状病毒感染肺炎新增病例3例（曲靖市2例、昆明市1例）。同日通报4日0时至12时，云南省报告新型冠状病毒感染肺炎新增病例2例（曲靖市1例、楚雄州1例）。
2月5日，云南省卫健委通报4日12时至24时，云南省报告新型冠状病毒感染肺炎新增病例3例（昭通市、曲靖市、西双版纳州各1例）。同日下午通报5日0时至12时，云南省报告新型冠状病毒感染肺炎新增病例2例（昆明市、西双版纳州各1例）。
2月6日上午，云南省卫健委通报5日12时至24时，云南省报告新型冠状病毒感染肺炎新增病例4例（昆明市2例、玉溪市1例、大理州1例）。同日下午通报6日0时至12时，云南省报告新型冠状病毒感染肺炎新增病例5例（昆明市3例、大理州2例），出院2例。
2月7日上午，云南省卫健委通报6日12时至24时，云南省报告新型冠状病毒感染肺炎新增病例2例（保山市、大理州各1例）。同日下午通报昆明市新增1例，出院5例。
2月8日上午，云南省卫健委通报7日12时至24时，云南省报告新型冠状病毒感染肺炎新增病例2例（曲靖市、玉溪市各1例）。同日下午通报8日0时至12时无新增病例，新增出院5例。累计报告确诊病例138例，除治愈出院者外，现均在定点医院接受隔离治疗。现有危重3例，重症14例，治愈出院17例，疑似病例138例，密切接触者医学观察2997人，无死亡病例。确诊病例中，昆明市41例、西双版纳州15例、玉溪市14例、曲靖市11例、大理州11例、昭通市10例、保山市9例、丽江市7例、红河州5例、德宏州5例、楚雄州4例、普洱市4例、文山州1例、临沧市1例。
2月9日上午，云南省卫健委通报8日12时至24时，云南省报告新型冠状病毒肺炎新增病例2例（昭通市）。同日下午通报9日0时至12时，云南省报告新型冠状病毒肺炎新增病例1例（昆明市）。
2月10日下午，云南省卫健委通报10日0时至12时，云南省报告新型冠状病毒肺炎新增确诊病例8例（昆明市3例、大理州2例，曲靖市、红河州、文山州各1例）。新增出院1例。累计报告确诊病例149例，除治愈出院者外，现均在定点医院接受隔离治疗。现有危重3例，重症15例，治愈出院19例。确诊病例中，昆明市45例、西双版纳州15例、玉溪市14例、大理州13例、昭通市12例、曲靖市12例、保山市9例、丽江市7例、红河州6例、德宏州5例、楚雄州4例、普洱市4例、文山州2例、临沧市1例。
2月12日上午，云南省卫健委通报11日24時，雲南累計報告確診病例154例。云南省应对疫情工作领导小组指挥部11日发布《关于开展“云南抗疫情”扫码行动的通告》(下称《通告》)称，云南省委、省政府决定在全省范围内公共场所迅速开展“云南抗疫情”扫码行动，所有公共场所均实行扫码入出制度。
2月22日，昆明地铁1、2号线首期工程、1号线支线、3号线、6号线恢复有限度运营，仅开放27个车站。

#### 3月
3月14日，云南省曲靖市、德宏傣族景颇族自治州最后2例在院治疗确诊病例先后出院，至此云南省已无在院本地确诊病例。
3月16日，云南省通报新增境外输入确诊病例1例。翌日再通报新增境外输入病例1例。
3月18日零时起，昆明地铁全面恢复线网运营组织。
3月31日起，为防止境外病例输入，云南省严格控制边境地区非必要人员往来，关闭陆路口岸客运通关功能，暂时关闭关累港客货运输。

#### 7月
7月2日，云南省新增境外航空输入确诊病例（普通型）1例。
7月7日，云南省新增境外航空输入确诊病例1例，中国籍，孟加拉国输入。
7月14日，云南省新增境外航空输入确诊病例1例，中国籍，孟加拉国输入。
7月21日，云南省新增境外航空输入确诊病例1例，中国籍，孟加拉国输入。
7月29日，云南省新增境外航空输入确诊病例1例，中国籍，孟加拉国输入。

#### 8月
8月16日，云南省新增境外航空输入确诊病例4例，均为中国籍、印度尼西亚输入，系8月14日同一印度尼西亚入境航班乘客。
8月23日，云南省新增境外航空输入确诊病例3例，均为中国籍、印度尼西亚输入，系8月21日同一印度尼西亚入境航班乘客。
8月25日，云南省新增境外航空输入确诊病例1例，为中国籍、印度尼西亚输入，系8月21日印度尼西亚入境航班乘客。

#### 9月
9月4日，云南省新增境外航空输入确诊病例2例（缅甸籍、中国籍各1例）、均为缅甸输入，系9月2日同一缅甸入境航班乘客。
9月12日，瑞丽市新冠肺炎疫情防控工作指挥部发布通告，称瑞丽市奥星世纪一期小区发现1例疑似病例需要排查，并决定对该小区一期、二期分别采取暂时封闭管理、暂时自行居家隔离管理措施。翌日，云南省新增境外输入确诊病例2例（均为缅甸籍、缅甸输入），其中1例为9月12日无症状感染者转确诊。
9月14日，云南省省长阮成发宣布云南省边境地区进入战时状态，瑞丽市启动全员核酸检测。同日晚，瑞丽市通报确诊患者杨佐某系携3个孩子及2个保姆自缅甸偷渡入境。雲南省衛生健康委14日宣佈，瑞丽市全員核酸檢測費用由政府承擔。另外，从9月14日22时起，無特殊情況不得進出瑞麗市城區，全市城區人員居家隔離。瑞丽市亦嚴厲打擊偷渡者的偷渡行为，公安機關也正在對楊佐某等人依法追究刑事責任，對組織、協助、容留偷渡者的人員依法嚴懲。根据最高人民检察院2022年3月发布的第十六批全国检察机关依法办理涉新冠肺炎疫情典型案例披露，杨佐某先后五次从缅甸木姐至瑞丽往返偷渡，其后隐瞒境外旅居史和密切接触史，称自己长期住在瑞丽市从事化妆品销售工作，10月15日被刑拘。2021年12月19日，瑞丽市人民法院以偷越国（边）境罪、妨害传染病防治罪判处其有期徒刑两年十个月，并处罚金五千元。此外，云南省新增境外航空输入确诊病例1例（中国籍、印度尼西亚输入），为9月7日无症状感染者转确诊病例。
9月15日，云南省新增境外航空输入确诊病例1例（中国籍、缅甸输入）。当日，瑞丽市新冠肺炎疫情防控工作指挥部发布关于全员核酸检测期间人员车辆货物进出瑞丽的有关规定，要求公民个人除就医、就学等特殊事由需要离开瑞丽，持核酸检测阴性证明到市疫情指挥部开具《离瑞放行通知书》，沿途各卡点给予放行外，禁止公民个人一般性外出，包括旅游、探亲、访友等。
9月16日，云南省新增境外航空输入确诊病例1例（中国籍、印度尼西亚输入）。当日下午，瑞丽市新冠肺炎疫情防控新闻发布会发布消息称，截止当日13时30分，瑞丽市开展全员核酸检测累计完成采样80311份，并全部送检，9月16日计划完成采样12万份。已完成核酸检测13182人，全部为阴性。
9月20日，云南省新增境外航空输入确诊病例2例，均为中国籍、印度尼西亚输入。
9月21日，瑞丽市完成城区全员核酸检测，检测结果均为阴性，未发现本地病例和当地传播。瑞丽市自当日22时起解除城区居家隔离，奥星世纪一期、二期小区封闭管理住户开展第二次核酸检测无异常后，于9月26日起解除居家隔离。另外自9月21日22时至10月10日零时止，离开瑞丽的人士需持7天内有效核酸检测阴性证明。当日云南省新增境外航空输入确诊病例1例，中国籍、印度尼西亚输入。
9月29日，瑞丽市公安民警将运送杨佐某、依某等偷越国边境人员孙某、宁某夫妇抓获。

#### 10月
10月3日，云南省新增境外航空输入无症状感染者转确诊病例2例，均为中国籍，分别为乌兹别克斯坦、缅甸输入。
10月29日，云南省新增境外航空输入确诊病例1例，为中国籍，缅甸输入。
10月30日，云南省新增境外航空输入确诊病例1例，为缅甸籍，缅甸输入。

#### 11月
11月5日，云南省新增境外航空输入确诊病例1例，为中国籍，缅甸输入。
11月上旬，临沧市耿马县孟定镇新增境外输入无症状感染者1例，为缅甸籍，缅甸输入。耿马县委、县政府决定自11月9日凌晨开始，在孟定镇坝区和清水河、班幸片区开展免费全员新冠肺炎疫情核酸检测。截至11月9日22时，孟定镇累计完成采样66685份，并全部送检。检测中，又发现2名缅籍人员核酸检测结果呈阳性，经专家会诊，诊断为无症状感染者。
11月14日，云南省新增境外输入确诊病例3例，其中1例为缅甸籍、缅甸输入，2例为中国籍、印度尼西亚输入。
11月27日，云南省新增境外输入确诊病例1例，缅甸籍、缅甸输入。
11月28日，云南省新增境外输入确诊病例1例，中国籍、印度尼西亚输入。

#### 12月
12月5日，云南省新增1例境外输入确诊病例，为中国籍、印度尼西亚输入。
12月6日，云南省新增1例境外输入确诊病例，为中国籍、印度尼西亚输入。
12月10日，云南省新增1例境外输入确诊病例、1例境外输入无症状感染者，均为中国籍、缅甸输入。
12月11日，云南省新增1例境外输入确诊病例（系12月10日无症状感染者转确诊病例），中国籍、缅甸输入。
12月12日，云南省新增1例境外输入确诊病例，中国籍、印度尼西亚输入。
12月15日，云南省新增2例境外输入确诊病例，其中1例为秘鲁籍、美国输入，1例为中国籍、缅甸输入。
12月17日，云南省新增1例境外输入确诊病例，为中国籍，缅甸输入。
12月25日，云南省新增2例境外输入确诊病例，均为中国籍，1例自菲律宾输入、1例自缅甸输入。
12月31日，云南省新增1例境外输入确诊病例，为中国籍、自缅甸经航空输入。

### 2021年

#### 1月
1月10日，云南省新增境外陆路输入确诊病例1例，为中国籍、缅甸输入。

#### 2月
2月27日，云南省新增境外航空输入确诊病例2例（均为中国籍，印度尼西亚输入）。

#### 3月
3月2日，云南省新增境外航空输入确诊病例和无症状感染者各1例，均为中国籍、柬埔寨输入。
3月22日，云南省新增境外输入确诊病例1例，中国籍，柬埔寨输入；新增境外输入无症状感染者3例，中国籍，缅甸输入。
3月30日，云南省新增确诊病例6例，新增无症状感染者3例，均在瑞丽市。
3月31日，云南省瑞丽市决定，进行全员核酸检测，全体居民居家隔离七日，除农贸市场、超市、药店外全部停业，居住区实施管理，暂停进出瑞丽的交通，严厉打击偷越国境行为。国家卫健委已派出工作组到云南瑞丽指导疫情防控工作。当日，云南省新增确诊病例6例，新增无症状感染者23例，均在瑞丽市。

#### 4月
4月1日起，德宏州包括瑞丽市在内的4个边境县市启动新冠疫苗大规模人群接种。当日，云南省新增确诊病例4例，新增无症状感染者4例，其中1名无症状感染者为耿马县报告。当日19时起，瑞丽市姐告国门社区、勐卯镇鑫盛时代家园小区、瑞京路红砖厂、星河蓝湾小区、团结村委会金坎村民小组调整为中风险地区。
4月2日，瑞丽市召开新闻发布会。会上介绍，截至2日12时，累计送检核酸检测样本309448份，已完成检测299812份。累计完成流调53人，排查密切接触者1196人，次密切接触者1638人，全部进行了集中隔离医学观察。同时，公安部门对离瑞人员相关信息进行全面推送，持续加强协调管控。当日，云南省新增本土确诊病例7例（含1例无症状感染者转确诊病例），新增无症状感染者5例；新增航空输入确诊病例1例（中国籍、柬埔寨输入）。
4月3日，云南省瑞丽市新冠肺炎疫情防控第五次新闻发布会通报，此次瑞丽疫情病毒全基因组序列高度同源，与缅甸上传GISAID数据库的28条基因组序列同属B.1.36.16进化分支，高度疑似引起瑞丽疫情的病毒通过人或物从缅甸输入，与国内其他地方由输入导致的本土聚集性疫情的病毒的基因组不存在关联性，说明不是近期国内各地本土疫情导致的继发性传播。当日，云南省新增确诊病例10例（含3例无症状感染者转确诊病例），新增无症状感染者1例。
4月4日，由康希诺生物研发生产的15万剂“克威莎”腺病毒载体疫苗陆续抵达云南，将助力德宏州包括瑞丽在内的广大边境地区民众尽快完成疫苗接种。当日，云南省新增确诊病例15例，新增无症状感染者5例。
4月5日19时起，瑞丽市姐告国门社区，团结村委会金坎、弄喊片区(瑞丽大道以南)，仙客巷和光明巷居民小组调整为高风险地区，鑫盛时代佳园小区，瑞京路红砖厂，星河蓝湾小区，双卯村民小组，下弄安村民小组，珠宝街老食品厂家属区为中风险地区。当日云南省新增确诊病例15例（含12例无症状感染者转确诊病例），新增无症状感染者2例。
4月6日，云南省瑞丽市召开新闻发布会，截至4月6日19时30分，第二轮核酸检测共完成采样23.86万人。预计4月7日完成本轮全员采样任务。当日，云南省新增确诊病例2例。
4月7日，云南省新增确诊病例11例（含3例无症状感染者转确诊病例），新增无症状感染者1例。
4月8日，德宏州委常委、瑞丽市委书记龚云尊因在半年多时间内连续3次发生疫情事件，被撤销党内职务、政务撤职处分，降为一级调研员。中共云南省委同日决定，姜山任中共德宏州委书记，赵刚不再担任中共德宏州委书记职务。当日，云南省新增确诊病例11例（含3例无症状感染者转确诊病例），新增无症状感染者1例。
4月9日，云南省无新增本土确诊病例和无症状感染者，新增境外输入确诊病例1例，中国籍，缅甸输入。
4月11日，云南省新增确诊病例2例，均在瑞丽市第三轮全员核酸检测中检出。
4月12日，云南省新增确诊病例1例，为瑞丽市在第三轮全员核酸检测中检出。
4月13日，云南省新增确诊病例1例，为瑞丽市在第三轮全员核酸检测中检出。
4月15日，云南省新增确诊病例1例，在重点人群筛查中从集中隔离点发现。
4月16日，云南省新增确诊病例1例，在瑞丽市重点人群核酸检测中发现。
4月17日，云南省新增境外输入确诊病例1例，中国籍，缅甸输入。
4月18日，云南省新增境外输入确诊病例2例，均为中国籍，缅甸输入。
4月20日，云南省新增本土确诊病例2例，为瑞丽市重点人群核酸检测中发现。
4月21日，云南省新增本土确诊病例2例，为瑞丽市重点人群核酸检测中发现。
4月22日，云南省境外输入确诊病例3例，均为中国籍，缅甸输入。
4月23日，云南省新增境外输入确诊病例1例，中国籍，缅甸输入。
4月25日，云南省新增境外输入确诊病例3例，中国籍、缅甸输入。
4月26日20时起，瑞丽市低风险区域有序解除居家隔离管理，实行常态化疫情防控。低风险区域人员持72小时内核酸检测阴性证明，可离开瑞丽。
4月27日，云南省新增境外输入确诊病例1例，中国籍、缅甸输入。
4月30日，云南省新增境外航空输入确诊病例1例，中国籍，缅甸输入。

#### 5月
5月1日，云南省新增境外陆路输入确诊病例1例，为中国籍、缅甸输入。
5月3日，云南省新增境外陆路输入确诊病例1例，中国籍、缅甸输入。
5月4日，瑞丽市疫情防控工作指挥部发布疫情风险等级调整通告，自当天20时起，将姐告国门社区，团结村委会金坎、弄喊片区（瑞丽大道以南）调整为低风险地区。瑞丽市中高风险地区清零。
5月5日，云南省新增境外陆路输入确诊病例2例，均为中国籍、缅甸输入。
5月9日，云南省新增境外陆路输入确诊病例1例，为中国籍、缅甸输入。
5月15日，云南省新增境外陆路输入确诊病例3例，均为中国籍、缅甸输入。
5月22日，云南省新增境外陆路输入确诊病例1例，为中国籍、缅甸输入。

#### 6月
6月1日，云南省新增境外航空输入确诊病例1例，中国籍，柬埔寨输入。
6月3日，云南省新增境外陆路输入确诊病例2例，均为中国籍、缅甸输入。
6月4日，云南省新增境外陆路输入确诊病例1例，为中国籍、缅甸输入。
6月5日，云南省新增2例境外输入确诊病例，均为中国籍，1例为缅甸输入、1例为柬埔寨输入。
6月6日，云南省新增2例境外输入确诊病例，均为中国籍，1例为柬埔寨输入、1例为老挝输入。
6月7日，云南省新增1例境外陆路输入确诊病例（系6月6日无症状感染者转为确诊病例），为中国籍，老挝输入。
6月9日，云南省新增境外陆路输入确诊病例1例，为中国籍、缅甸输入。
6月10日，云南省新增境外陆路输入确诊病例1例，为中国籍、缅甸输入。
6月11日，云南省新增境外输入确诊病例6例，均为中国籍，5例为缅甸陆路输入、1例为柬埔寨航空输入。
6月12日，云南省新增境外输入确诊病例5例，均为中国籍、缅甸输入。
6月13日，云南省新增境外输入确诊病例2例，均为中国籍、缅甸输入。
6月14日，云南省新增境外陆路输入确诊病例1例，为中国籍、缅甸输入。
6月16日，云南省新增境外输入确诊病例3例，均为中国籍，缅甸输入2例、老挝输入1例。
6月17日，云南省新增境外输入确诊病例2例，均为中国籍、缅甸输入。
6月18日，云南省新增境外输入确诊病例2例，均为中国籍、缅甸输入。
6月19日，云南省新增境外输入确诊病例4例，均为中国籍，境外陆路输入2例、境外航空输入2例。
6月20日，云南省新增境外陆路输入确诊病例3例，均为中国籍、缅甸输入。
6月23日，云南省新增境外输入确诊病例3例，均为中国籍、缅甸输入。
6月24日，云南省新增境外陆路输入确诊病例2例，均为中国籍，缅甸输入。
6月25日，云南省新增境外陆路输入确诊病例5例，均为中国籍、缅甸输入。
6月26日，云南省新增境外输入确诊病例5例，其中陆路输入4例、航空输入1例，均为中国籍、缅甸输入。
6月27日，云南省新增境外输入确诊病例5例，均为中国籍，其中陆路输入3例、航空输入2例。
6月28日，云南省新增境外输入确诊病例4例，均为中国籍、缅甸输入。
6月29日，云南省新增境外输入确诊病例2例，均为中国籍、缅甸输入。
6月30日，云南省新增境外输入确诊病例2例，均为中国籍、缅甸输入。

#### 7月
7月2日，云南省新增境外输入确诊病例4例、无症状感染者2例，均为中国籍，其中缅甸输入4例、老挝输入2例。
7月3日，云南省新增境外输入确诊病例4例、无症状感染者2例，均为中国籍，其中缅甸输入4例、印度尼西亚输入1例、老挝输入1例。
7月4日，云南省新增本土确诊病例3例（中国籍2例，缅甸籍1例）。新增境外输入确诊病例5例（缅甸输入3例、印度尼西亚输入2例），新增境外输入无症状感染者1例（印度尼西亚输入），均为中国籍。云南省瑞丽市新冠肺炎疫情防控工作指挥部发布通告，自7月5日8时起，所有人员非必要不进出瑞丽，姐告大桥实行禁止通行政策，同时在瑞丽城区、畹町片区范围内开展全员核酸检测，当地已启动突发公共卫生事件Ⅲ级响应，关闭离瑞通道和线上离瑞审批功能。
7月5日，云南省新增本土确诊病例3例、无症状感染者2例。新增境外输入确诊病例8例、无症状感染者2例。
7月6日12时，瑞丽市姐告国门社区调整为中风险地区。当日云南省新增本土确诊病例15例（2例为7月5日无症状感染者转为确诊病例）、无症状感染者2例。新增境外输入无症状感染者1例。
7月7日0时起，瑞丽市主城区实行封闭管理，所有市民居家隔离，学校和各类培训机构全部停课。除保供超市、农贸市场、医院、药店外，其他经营场所一律停业。餐饮行业仅可提供外卖配送服务。当局亦严厉打击非法偷越国境行为，严惩偷渡者及其组织、协助、容留者。当天，瑞丽市召开疫情防控新闻发布会，通报了测序结果。云南省疾控中心调运一台基因测序设备到瑞丽，设立临时基因测序实验室，并派出专业技术人员对检测出的阳性样本进行新冠肺炎基因测序。7份阳性样本测序的结果表明，基因组序列与Delta变异株高度同源，与相邻境外流行株高度同源。同日10时起，瑞丽市姐告国门社区由中风险地区调整为高风险地区。当日，云南省新增本土确诊病例2例（为7月6日无症状感染者转为确诊病例），新增境外输入无症状感染者1例。
7月8日，云南省新增新冠肺炎本土确诊病例8例。新增境外输入确诊病例9例、无症状感染者2例。当日14时起，畹町辖区（含畹町镇、畹町农场）实行封闭管理，所有居民居家隔离。
7月9日，云南省新增新冠肺炎本土确诊病例7例、无症状感染者3例。新增境外输入确诊病例4例、无症状感染者1例。
7月10日，云南省新增新冠肺炎本土确诊病例12例；新增境外输入确诊病例4例、无症状感染者2例。
7月11日，云南省新增新冠肺炎本土确诊病例9例（2例为7月9日无症状感染者转为确诊病例），新增境外输入新冠肺炎确诊病例3例。当日22时起，瑞丽市居家隔离区域内所有餐饮店不得堂食，仅提供外卖配送服务；其他区域餐饮服务单位每天22点后不得对外营业。
7月12日，云南省新增新冠肺炎本土确诊病例1例。新增境外输入确诊病例6例、无症状感染者1例。
7月13日，云南省新增本土新冠肺炎确诊病例1例，新增境外输入确诊病例10例。
7月14日，云南省新增本土新冠肺炎确诊病例5例；新增境外输入确诊病例7例、无症状感染者1例。
7月15日，云南省无新增本土新冠肺炎确诊病例和无症状感染者。新增境外输入确诊病例15例。
7月16日，云南省新增新冠肺炎本土确诊病例2例。新增境外输入确诊病例11例、无症状感染者1例。
7月17日，云南省新增本土新冠肺炎确诊病例1例。新增境外输入确诊病例11例、无症状感染者4例。
7月18日，瑞丽市弄岛镇雷允村委会雷允村民小组、陇川县章凤镇迭撒村拉影村民小组调整为中风险地区。当日云南省新增本土新冠肺炎确诊病例5例。新增境外输入确诊病例5例、无症状感染者1例。
7月19日，云南省新增新冠肺炎本土确诊病例8例、本土无症状感染者1例。新增境外输入确诊病例41例。
7月20日，云南省新增本土新冠肺炎确诊病例2例。新增境外输入确诊病例6例、无症状感染者4例。
7月21日，云南省新增本土新冠肺炎确诊病例1例，新增境外输入确诊病例21例（含无症状感染者转为确诊病例1例）。
7月22日，云南省新增境外输入确诊病例13例、无症状感染者2例。
7月23日，云南省新增境外输入确诊病例5例、无症状感染者3例。
7月24日，云南省新增1例本土新冠肺炎确诊病例。新增境外输入确诊病例6例（含无症状感染者转确诊1例）。
7月25日，云南省无新增本土新冠肺炎确诊病例和无症状感染者。新增境外输入确诊病例18例、无症状感染者1例。
7月26日，云南省无新增本土新冠肺炎确诊病例和无症状感染者。新增境外输入确诊病例19例、无症状感染者3例。
7月27日，云南省新增本土新冠肺炎确诊病例2例。新增境外输入确诊病例16例（含无症状感染者转为确诊病例1例）、无症状感染者1例。
7月28日，云南省无新增本土新冠肺炎确诊病例和无症状感染者。新增境外输入确诊病例16例、无症状感染者1例。
7月29日，瑞丽市新冠肺炎疫情防控工作指挥部发布关于进一步强化疫情常态化防控管控的通告，在瑞人员进入公共办公区域、保供超市、农贸市场、宾馆酒店、车站等人员密集公共场所，需持7天内核酸检测阴性证明。当局亦严查线上线下珠宝玉石经营行为，所有珠宝玉石经营活动（含直播销售）继续暂停，违规经营的店铺、开展直播活动的场所，一律停业整顿或吊销营业执照，用于直播销售的珠宝玉石，直播使用的电脑、手机等全部没收。当日云南省无新增本土新冠肺炎确诊病例和无症状感染者。新增境外输入确诊病例21例。
7月30日，云南省无新增本土新冠肺炎确诊病例和无症状感染者。新增境外输入确诊病例9例。
7月31日，云南省新增本土新冠肺炎确诊病例3例。新增境外输入确诊病例7例、无症状感染者1例。

#### 8月
8月1日，云南省新增本土新冠肺炎确诊病例1例。新增境外输入确诊病例16例。
8月2日，云南省新增本土新冠肺炎确诊病例2例。新增境外输入确诊病例8例、无症状感染者3例。
8月3日，云南省新增境外输入确诊病例7例、无症状感染者2例。新增本土新冠肺炎确诊病例3例。
8月4日，云南省新增境外输入确诊病例8例、无症状感染者3例。新增本土新冠肺炎确诊病例3例。
8月5日，云南省新增境外输入确诊病例10例、无症状感染者3例。新增本土新冠肺炎确诊病例1例。
8月6日，云南省新增境外输入确诊病例11例。
8月7日，云南省新增境外输入确诊病例4例。新增本土新冠肺炎确诊病例7例。
8月8日，云南省新增境外输入确诊病例8例、无症状感染者3例。
8月9日，云南省新增境外输入确诊病例11例、无症状感染者3例。
8月10日，云南省新增境外输入确诊病例5例、无症状感染者2例，新增新冠肺炎本土确诊病例2例。
8月11日，云南省新增境外输入确诊病例5例、无症状感染者1例。新增3例新冠肺炎本土确诊病例。
8月12日，云南省新增境外输入确诊病例9例、无症状感染者4例。新增新冠肺炎本土确诊病例1例。
8月13日，云南省新增境外输入确诊病例5例、无症状感染者2例。新增新冠肺炎本土确诊病例1例。
8月14日，云南省新增境外输入确诊病例3例。
8月15日，云南省新增境外输入确诊病例11例。
8月16日，云南省新增境外输入确诊病例15例。
8月17日，云南省新增境外输入确诊病例8例、无症状感染者1例。
8月18日，云南省新增境外输入确诊病例6例、无症状感染者1例。新增新冠肺炎本土确诊病例1例。
8月19日，云南省新增境外输入确诊病例6例、无症状感染者2例。新增新冠肺炎本土确诊病例2例。
8月20日，云南省新增境外输入确诊病例3例、无症状感染者3例。
8月21日，云南省新增境外输入确诊病例7例、无症状感染者4例。
8月22日，云南省新增境外输入确诊病例3例、无症状感染者2例。
8月23日，云南省新增境外输入确诊病例4例。
8月24日，云南省新增新冠肺炎本土确诊病例1例。新增境外输入确诊病例6例，无症状感染者1例。
8月25日，云南省新增境外输入确诊病例7例，无症状感染者2例。新增新冠肺炎本土确诊病例3例。
8月26日，云南省新增境外输入新冠肺炎确诊病例8例，无症状感染者1例。
8月27日，云南省新增境外输入新冠肺炎确诊病例7例。
8月28日，云南省新增境外输入新冠肺炎确诊病例17例、无症状感染者1例。
8月29日，云南省新增境外输入新冠肺炎确诊病例3例。自当日12时起，瑞丽市姐告国门社区由高风险地区调整为中风险地区。
8月30日，云南省新增境外输入确诊病例22例、无症状感染者1例。
8月31日，云南省新增境外输入确诊病例4例、无症状感染者1例。云南瑞丽市发布通告，对未经批准无故不参加核酸检测的人员，本人及其共同居住人员一律强制实施21天自费隔离，并在隔离结束后对违法行为人根据《中华人民共和国治安管理处罚法》从重处罚。德宏州纪委州监委在瑞丽市召开疫情防控监督检查反馈情况整改约谈会，对瑞丽“7·04”疫情防控监督检查反馈问题整改不力单位的16名责任领导进行集体约谈，并通报了10起疫情防控监督检查反馈情况整改不力典型问题。

#### 9月
9月1日，云南省新增境外输入新冠肺炎确诊病例8例。新增本土确诊病例1例。当日，德宏州副州长、州公安局局长徐琪勇因在疫情防控工作中失职失责，接受立案审查调查。
9月2日，云南省新增境外输入确诊病例9例、无症状感染者3例。
9月3日，雲南新增1例本土病例、境外输入新冠肺炎确诊病例6例、无症状感染者3例。
9月4日，云南省新增境外输入新冠肺炎确诊病例9例、无症状感染者4例。瑞丽市姐告国门社区由中风险地区调整为低风险地区。
9月5日，云南省新增境外输入新冠肺炎确诊病例4例。
9月6日，云南省新增境外输入新冠肺炎确诊病例22例、无症状感染者2例。
9月7日，云南省新增境外输入新冠肺炎确诊病例9例。
9月8日，云南省新增境外输入新冠肺炎确诊病例17例。
9月9日，云南省新增境外输入新冠肺炎确诊病例4例、无症状感染者2例。
9月10日，云南省新增境外输入新冠肺炎确诊病例13例、无症状感染者5例。
9月11日，云南省新增境外输入新冠肺炎确诊病例11例、无症状感染者3例。
9月12日，云南省新增境外输入新冠肺炎确诊病例17例。
9月13日，云南省新增境外输入新冠肺炎确诊病例14例、无症状感染者2例。
9月14日，云南省新增境外输入新冠肺炎确诊病例13例、无症状感染者2例。
9月15日8时起，瑞丽市勐卯镇姐东村委会大等贺村民小组由中风险地区调整为低风险地区。云南省新增境外输入新冠肺炎确诊病例22例、无症状感染者4例；新增本土确诊病例1例。
9月16日，云南省新增境外输入新冠肺炎确诊病例16例、无症状感染者4例。新增本土确诊病例1例。
9月17日，云南省新增境外输入新冠肺炎确诊病例9例。
9月18日，云南省新增境外输入新冠肺炎确诊病例9例、无症状感染者4例。
9月19日，云南省新增境外输入新冠肺炎确诊病例9例、无症状感染者1例。新增本土无症状感染者1例。
9月20日，云南省新增境外输入新冠肺炎确诊病例12例、无症状感染者3例。
9月21日，云南省新增境外输入新冠肺炎确诊病例14例、无症状感染者2例。
9月22日，云南省新增境外输入新冠肺炎确诊病例5例、无症状感染者2例。
9月23日，云南省新增境外输入新冠肺炎确诊病例13例、无症状感染者4例。
9月24日，云南省新增境外输入新冠肺炎确诊病例7例、无症状感染者1例。
9月25日，云南省新增境外输入新冠肺炎确诊病例10例、境外输入无症状感染者2例。
9月26日，云南省新增境外输入新冠肺炎确诊病例12例、无症状感染者4例。
9月27日，云南省新增境外输入新冠肺炎确诊病例11例（1例为9月25日无症状感染者转为确诊病例）、无症状感染者2例。
9月28日，云南省新增境外输入新冠肺炎确诊病例8例、无症状感染者1例。
9月29日，云南省新增境外输入新冠肺炎确诊病例5例。
9月30日，云南省新增境外输入新冠肺炎确诊病例9例、无症状感染者1例。

#### 10月
10月1日，云南省新增境外输入新冠肺炎确诊病例14例、境外输入无症状感染者4例。新增本土无症状感染者1例。
10月2日，云南省新增境外输入新冠肺炎确诊病例9例、无症状感染者3例。
10月3日，云南省新增境外输入新冠肺炎确诊病例7例、无症状感染者1例。
10月4日，云南省新增境外输入新冠肺炎确诊病例5例、无症状感染者5例。
10月5日，云南省新增境外输入新冠肺炎确诊病例13例、无症状感染者4例。
10月6日，云南省新增境外输入新冠肺炎确诊病例13例、无症状感染者2例。
10月7日，云南省新增境外输入新冠肺炎确诊病例6例。
10月8日，云南省新增报告确诊病例3例，均为境外输入病例（德宏州2例，临沧市1例）。
10月10日，云南省新增报告确诊病例14例，均为境外输入病例。
10月11日，云南省新增报告确诊病例5例，均为境外输入病例。
10月12日，云南省新增报告确诊病例5例，均为境外输入病例。
10月13日，云南省新增报告确诊病例6例，均为境外输入病例。
10月14日，云南省新增报告确诊病例3例，均为境外输入病例，含1例无症状感染者转为确诊病例。
10月15日，云南省新增报告确诊病例1例（瑞丽市），为境外输入病例。新增无症状感染者3例，其中本土无症状感染者2例（在瑞丽市集中隔离场所密接人员核酸检测发现），境外输入无症状感染者1例（腾冲市）。
10月16日，云南省新增报告确诊病例2例，为境外输入病例（瑞丽市）。新增无症状感染者2例（瑞丽市抵边严管区重点人群定期核酸检测中发现1例，陇川县集中隔离场所核酸检测发现1例）。
10月17日，云南省新增报告确诊病例6例，均为境外输入病例（腾冲市4例、勐腊县1例、瑞丽市1例）。
10月18日，云南省新增报告确诊病例4例，均为境外输入病例（腾冲市），新增无症状感染者2例，其中本土无症状感染者1例（陇川县集中隔离医学观察场所人员核酸检测中发现），境外输入无症状感染者1例（勐腊县）。
10月19日，云南省新增报告确诊病例1例，为本土病例（瑞丽市集中隔离管理的重点人群核酸检测中发现）；新增无症状感染者3例，其中本土无症状感染者2例（在芒市抵边村严管区重点人群和密接人员核酸检测中发现），境外输入无症状感染者1例（勐腊县）。
10月20日，云南省新增无症状感染者3例（均为本土无症状感染者，瑞丽市抵边严管区重点人群定期核酸检测发现1例、芒市集中隔离点密接人员核酸检测发现2例）。
10月21日，云南省新增确诊病例4例，均为境外输入病例（缅甸输入）。新增无症状感染者5例，其中本土无症状感染者3例（瑞丽市集中隔离管理密接人员和抵边严管区重点人群定期核酸检测各发现1例，陇川县抵边严管区重点人群定期核酸检测发现1例），境外输入无症状感染者2例（瑞丽市）。
10月22日，云南省新增确诊病例2例，1例本土确诊病例（瑞丽市集中隔离管理密接人员核酸检测中发现），1例境外输入确诊病例（耿马县）；新增无症状感染者4例，其中本土无症状感染者2例（均为瑞丽市集中隔离管理密接人员核酸检测中发现），境外输入无症状感染者2例（耿马县、航空口岸各1例）。
10月23日，云南省新增确诊病例1例，为境外输入确诊病例（老挝输入）。新增无症状感染者7例，其中本土无症状感染者2例（陇川县在集中隔离管理密接人员核酸检测中发现）、境外输入无症状感染者5例（瑞丽市）。
10月24日，云南省无新增确诊病例，新增本土无症状感染者1例（陇川县在集中隔离管理密接人员核酸检测中发现）。
10月25日，云南省无新增确诊病例，新增无症状感染者3例，其中本土无症状感染者2例（均为芒市在集中隔离管理密接人员核酸检测中发现），境外输入无症状感染者1例（瑞丽市）。
10月26日，云南省无新增确诊病例，新增无症状感染者6例，其中本土无症状感染者3例（均为瑞丽市在集中隔离管理密接人员核酸检测中发现），境外输入无症状感染者3例（瑞丽市）。
10月27日，云南省无新增确诊病例，新增无症状感染者6例，其中本土无症状感染者2例（陇川县抵边严管区重点人群、瑞丽市集中隔离管理密接人员核酸检测中各发现1例），境外输入无症状感染者4例（瑞丽市）。
10月28日，云南省新增确诊病例3例，其中本土确诊病例1例（陇川县集中隔离管理密接人员核酸检测中发现），2例境外输入病例（瑞丽市）；新增无症状感染者3例，均为境外输入无症状感染者（瑞丽市2例、陇川1例）。
10月30日，云南省新增本土确诊病例2例（陇川县集中隔离管理密接人员核酸检测中发现）；新增无症状感染者2例，其中本土无症状感染者1例（瑞丽市抵边严管区重点人群定期核酸检测中发现），境外输入无症状感染者1例（瑞丽市）。
10月31日，云南省新增境外输入确诊病例4例（均为缅甸输入）；新增无症状感染者9例，其中本土无症状感染者3例（在陇川县集中隔离观察场所密接人员核酸检测中发现），境外输入无症状感染者6例（瑞丽市）。

#### 11月
11月1日，云南省新增境外输入确诊病例2例（缅甸、老挝输入各1例）。
11月2日，云南省新增本土确诊病例2例（瑞丽市全员核酸检测中发现），新增境外输入确诊病例2例（缅甸、老挝输入各1例）。
11月3日，云南省新增境外输入确诊病例3例（腾冲3例）；新增无症状感染者2例，其中本土无症状感染者1例（陇川县集中隔离管理密接人员核酸检测中发现），境外输入1例（瑞丽市）。
11月4日，云南省新增本土确诊病例1例（在瑞丽市抵边封控区重点人群核酸检测中发现），新增境外输入确诊病例1例（缅甸输入）。
11月5日，云南省新增本土确诊病例2例（瑞丽市抵边村重点人群定期核酸检测中发现），新增境外输入确诊病例2例（均为缅甸输入）；新增无症状感染者报告3例，其中本土无症状感染者1例（瑞丽市全员核酸检测中发现），境外输入无症状感染者2例（均为老挝输入）。当日起瑞丽市分批对初、高中和职业中学学生尽快安排有序复学。
11月6日，云南省新增本土确诊病例3例（瑞丽市抵边封控区重点人群核酸检测中发现），新增境外输入确诊病例9例（均为缅甸输入）。新增无症状感染者5例，其中本土无症状感染者2例（瑞丽市抵边封控区重点人群核酸检测中发现），境外输入无症状感染者3例（老挝输入2例，缅甸输入1例）。
11月7日，云南省新增确诊病例9例，其中境外输入确诊病例6例（5例为缅甸输入，1例为老挝输入）；本土确诊病例3例（盈江县抵边严管区重点人群核酸检测中发现）。新增无症状感染者3例，均为本土无症状感染者（瑞丽市抵边封控区重点人群和集中隔离观察场所密切接触者核酸检测中发现）。
11月8日，云南省新增确诊病例4例，其中境外输入2例（均为缅甸输入），本土2例（瑞丽市集中隔离管理密切接触者核酸检测中发现）。新增无症状感染者8例，其中本土无症状感染者5例（瑞丽市集中隔离管理密切接触者核酸检测中发现4例，陇川县抵边严管区重点人群定期核酸检测中发现1例）；境外输入无症状感染者3例（均为老挝输入）。
11月9日，云南省新增确诊病例3例，其中境外输入1例（缅甸输入），本土2例（瑞丽市抵边严管区重点人群定期核酸检测中发现）；新增无症状感染者6例，其中本土无症状感染者2例（瑞丽市抵边严管区重点人群定期核酸检测中发现）；境外输入无症状感染者4例（缅甸输入3例、老挝输入1例）。
11月10日，云南省新增确诊病例8例，其中境外输入6例（均为缅甸输入），本土2例（瑞丽市抵边封控区重点人群核酸检测中发现1例，盈江县集中隔离管理密接人员核酸检测中发现1例）；新增境外输入无症状感染者4例（老挝输入3例、缅甸输入1例）。
11月11日，云南省新增确诊病例6例，其中境外输入5例（均为缅甸输入），本土1例（瑞丽市抵边村寨重点人群定期核酸检测中发现）。新增无症状感染者2例，其中境外输入1例（缅甸输入），本土1例（盈江县集中隔离管理密接人员核酸检测中发现）。
11月12日，云南省新增确诊病例7例，其中境外输入6例（缅甸输入5例，老挝输入1例），本土1例（芒市抵边村寨重点人群定期核酸检测中发现）。新增无症状感染者3例，均为境外输入（缅甸输入1例、老挝输入2例）。
11月13日，云南省新增确诊病例4例，其中境外输入2例（缅甸输入），本土2例（瑞丽市抵边村寨重点人群核酸检测中发现）。新增本土无症状感染者1例（瑞丽市隔离管理密接人员核酸检测发现）。
11月14日，云南省新增确诊病例5例，其中境外输入4例（缅甸输入），本土1例（瑞丽市集中隔离点密接人员核酸检测发现）。
11月15日，云南省新增确诊病例6例，其中境外输入5例（缅甸输入4例，越南输入1例），本土1例（瑞丽市集中隔离点密接人员核酸检测发现）；新增无症状感染者3例，其中境外输入1例（缅甸输入），本土2例（瑞丽市隔离管理密接人员和抵边封控区重点人群核酸检测中发现）。
11月16日，云南省新增确诊病例4例，均为境外输入（缅甸输入）；新增无症状感染者1例，为境外输入（缅甸输入）。
11月17日，云南省新增确诊病例2例，其中境外输入1例（缅甸输入），本土1例（瑞丽市集中隔离点密接人员核酸检测发现）；新增无症状感染者4例，均为境外输入（缅甸输入3例、老挝输入1例）。
11月18日，云南省新增境外输入确诊病例1例（缅甸输入），新增无症状感染者3例，其中本土无症状感染者1例（瑞丽市集中隔离点密接人员核酸检测发现），境外输入无症状感染者2例（老挝输入）。
11月19日，云南省全省新增确诊病例2例，均为境外输入（缅甸输入）；新增无症状感染者1例，为境外输入（缅甸输入）。
11月20日，云南省新增确诊病例3例，其中境外输入2例（缅甸、老挝各输入1例），本土1例（陇川县集中隔离点密接人员核酸检测发现）；新增无症状感染者1例，为境外输入（老挝输入）。
11月21日，云南省新增确诊病例6例，其中境外输入4例（缅甸输入3例、老挝输入1例），本土2例（瑞丽市抵边重点人群定期核酸检测中发现）。新增无症状感染者6例，其中境外输入无症状感染者5例（老挝输入），本土1例（瑞丽市重点人群集中隔离期间核酸检测中发现）。
11月22日，云南省新增确诊病例4例，其中境外输入3例（缅甸输入），本土1例（瑞丽市抵边重点人群定期核酸检测中发现）；新增无症状感染者5例，其中境外输入3例（老挝、缅甸、菲律宾各输入1例），本土2例（瑞丽市集中隔离点密切接触人员核酸检测中发现）。
11月23日，云南省新增确诊病例5例，其中境外输入3例（均为缅甸输入）；本土2例（在瑞丽市和陇川县集中隔离点密接人员核酸检测中发现）。新增无症状感染者2例，均为境外输入（老挝、缅甸各1例）。
11月24日，云南省新增确诊病例5例，其中境外输入3例（缅甸2例、老挝1例）；本土2例（瑞丽市集中隔离点密接人员和抵边重点人群定期核酸检测中发现）。新增无症状感染者2例，均为境外输入（老挝输入）。
11月26日，云南省新增确诊病例5例，其中境外输入3例（缅甸1例、老挝2例）；本土2例（瑞丽市集中隔离点密接人员核酸检测中发现1例，盈江县集中隔离结束后居家隔离人员核酸检测中发现1例）。
11月27日，云南省新增确诊病例8例，其中境外输入6例（缅甸5例、老挝1例）；本土2例（瑞丽市抵边严管区重点人群定期核酸检测中发现）。
11月28日，云南省新增确诊病例6例，其中境外输入5例（缅甸4例、老挝1例）；本土1例（瑞丽市抵边严管区重点人群定期核酸检测中发现）；新增无症状感染者7例，其中境外输入5例（老挝4例、缅甸1例），本土2例（瑞丽市集中隔离点密接人员和全员核酸检测中发现）。
11月29日，云南省新增确诊病例2例，均为境外输入（缅甸输入）。
11月30日，云南省新增确诊病例8例，均为境外输入病例（缅甸7例、老挝1例）。

#### 12月
12月1日，云南省新增确诊病例3例，均为境外输入病例（缅甸输入）。
12月2日，云南省新增确诊病例10例，均为本土病例（陇川县发热门诊主动就医人员核酸检测发现2例、集中隔离管理密接人员核酸检测发现8例）；新增无症状感染者11例，其中境外输入1例（老挝输入）、本土10例（陇川县集中隔离管理密接人员核酸检测发现）。
12月3日，云南省新增确诊病例7例，其中境外输入病例3例（缅甸2例，老挝1例）、本土病例4例（陇川县集中隔离管理的密切接触者核酸检测发现）；新增无症状感染者6例，其中境外输入1例（缅甸输入），本土5例（陇川县集中隔离管理的4名密切接触者、1名密切接触者的密切接触者核酸检测发现）。
12月4日，云南省新增确诊病例9例，其中境外输入病例7例（缅甸4例，老挝3例），本土病例2例（陇川县集中隔离管理的密切接触者核酸检测发现）；新增无症状感染者5例，其中境外输入4例（均为老挝输入），本土1例（陇川县集中隔离管理的密切接触者核酸检测发现）。
12月5日，云南省新增确诊病例6例，其中境外输入病例4例（均为老挝输入），本土病例2例（瑞丽市抵边严管区重点人群定期核酸检测发现1例、陇川县集中隔离管理的密切接触者核酸检测发现1例）；新增无症状感染者8例，其中境外输入5例（老挝输入4例、印度尼西亚输入1例），本土3例（瑞丽市抵边严管区重点人群定期核酸检测发现1例、陇川县集中隔离管理的密切接触者核酸检测发现2例）。
12月6日，云南省新增确诊病例7例，其中境外输入病例5例（缅甸4例、印尼1例）；本土病例2例（瑞丽市抵边严管区重点人群定期核酸检测发现、陇川县集中隔离管理的密切接触者核酸检测发现）；新增无症状感染者2例，其中境外输入1例（印度尼西亚输入），本土1例（瑞丽市集中隔离管理的密切接触者核酸检测发现）。
12月7日，云南省新增确诊病例3例，均为境外输入（老挝输入）。
12月8日，云南省新增确诊病例3例，其中境外输入病例2例（均为缅甸输入）；本土病例1例（瑞丽市集中隔离管理的密切接触者核酸检测发现）。
12月9日，云南省新增确诊病例6例，其中境外输入病例1例（为缅甸输入）；本土病例5例（陇川县集中隔离管理的密切接触者核酸检测发现1例、由无症状感染者转为确诊病例2例，瑞丽市由无症状感染者转为确诊病例2例）。
12月10日，云南省新增确诊病例2例，其中境外输入病例1例（为缅甸输入）；本土病例1例（瑞丽市集中隔离管理的密切接触者核酸检测发现）。
12月11日，云南省新增确诊病例2例，均为境外输入（老挝、缅甸各1例）。
12月12日，云南省新增确诊病例2例，均为境外输入（老挝、缅甸各1例）。
12月13日，云南省新增确诊病例3例，均为境外输入（缅甸2例、老挝1例）。
12月14日，云南省新增确诊病例3例，均为境外输入（缅甸2例、老挝1例）。
12月15日，云南省新增境外输入确诊病例1例(缅甸输入)。
12月16日，云南省新增境外输入确诊病例5例(缅甸输入4例、老挝1例)。
12月17日，云南省新增境外输入确诊病例1例(缅甸输入)。
12月18日，云南省新增境外输入确诊病例3例(缅甸、老挝、越南各输入1例)。
12月19日，云南省新增境外输入确诊病例2例(均为印度尼西亚输入)。新增无症状感染者13例，其中境外输入12例（缅甸、老挝、印度尼西亚各输入4例）、本土1例（陇川县抵边严管区重点人群定期核酸检测发现）。
12月21日，云南省新增境外输入确诊病例4例(均为老挝输入)。
12月22日，云南省新增境外输入确诊病例1例(缅甸输入)。
12月23日，云南省新增确诊病例3例，均为境外输入(老挝2例、越南1例)。
12月24日，云南省新增确诊病例6例，其中境外输入病例2例（缅甸、老挝各输入1例）；本土病例4例（呈贡区在主动就医人员及其密切接触者核酸检测中发现）。
12月25日，云南省新增确诊病例4例，均为境外输入（缅甸、越南各输入2例）。当日安宁市报告核酸检测初筛阳性1例，系昆明冶金高等专科学校学生。12月27日凌晨2时报告核酸检测结果为阳性。
12月26日，雲南省新增无症状感染者6例，均为境外输入（老挝4例、缅甸1例、印度尼西亚1例）。
12月27日，西双版纳州景洪市1名省外入景人员确认核酸阳性。当日云南省新增确诊病例3例，其中境外输入病例2例（缅甸、老挝各输入1例）；本土病例1例（安宁市在主动到医疗机构核酸检测人员中发现）。新增无症状感染者5例，其中境外输入3例（老挝2例、缅甸1例）；本土2例（景洪市在主动到医疗机构核酸检测人员及其密切接触者核酸检测发现）。
12月28日，云南省新增确诊病例3例，均为境外输入（老挝2例、缅甸1例）。
12月29日，云南省新增确诊病例4例，均为境外输入（老挝2例、缅甸1例、孟加拉国1例）。
12月30日，云南省新增确诊病例2例，均为境外输入（老挝、缅甸各1例）。
12月31日，云南省新增确诊病例2例，均为境外输入（缅甸2例）。

### 2022年

#### 1月
1月1日，云南省新增确诊病例1例，为境外输入（缅甸1例）。
1月2日，云南省新增确诊病例2例，均为境外输入（缅甸2例）。
1月3日，云南省新增确诊病例3例，均为境外输入（缅甸2例、印度尼西亚1例）。
1月5日，云南省新增确诊病例2例，均为境外输入（缅甸、老挝各1例）。
1月6日，云南省新增确诊病例1例，为境外输入病例（老挝1例）。
1月7日，云南省新增确诊病例3例，均为境外输入（老挝2例、缅甸1例）。
1月8日，云南省新增确诊病例1例，为境外输入病例（缅甸1例）。
1月9日，云南省新增确诊病例6例，均为境外输入（老挝5例、缅甸1例）。
1月10日，云南省新增确诊病例2例，均为境外输入（老挝、缅甸各1例）。
1月12日，云南省新增本土无症状感染者1例（瑞丽市在主动到检测机构进行核酸检测的人员中发现）。
1月14日，云南省新增确诊病例2例，均为境外输入（缅甸2例）。
1月15日，云南省新增确诊病例3例，均为境外输入（老挝3例，含1例由无症状感染者转为确诊病例）。
1月16日，云南省新增确诊病例2例，均为境外输入（老挝、缅甸各1例）。
1月17日，云南省新增确诊病例4例，均为境外输入（缅甸2例、老挝1例、泰国1例）。
1月18日，云南省新增确诊病例1例，为境外输入（缅甸1例）。
1月19日，云南省新增确诊病例2例，均为境外输入（缅甸2例）。
1月20日，云南省新增本土无症状感染者2例（在勐腊县主动就医人员及其密切接触者核酸检测中发现）。
1月21日，云南省新增确诊病例1例，为境外输入（缅甸1例）。
1月22日，云南省新增确诊病例5例，其中境外输入4例（缅甸2例、老挝2例）；本土1例（勐腊县集中隔离管理的密切接触者核酸检测发现）。新增无症状感染者5例，其中境外输入3例（老挝3例）；本土2例（勐腊县集中隔离管理的密切接触者核酸检测发现）。
1月23日，云南省新增确诊病例5例，其中境外输入2例（缅甸1例、老挝1例）；本土3例（勐腊县管控区核酸检测中发现）。新增无症状感染者6例，均为境外输入（老挝5例、泰国1例）。
1月24日，云南省新增确诊病例4例，均为境外输入（老挝3例、缅甸1例）。
1月26日，云南省新增确诊病例5例，均为境外输入（孟加拉国3例、老挝2例），含1例无症状感染者转为确诊病例（老挝）。
1月27日，云南省新增确诊病例5例，均为境外输入（缅甸5例）。
1月29日，云南省新增确诊病例4例，其中境外输入3例（缅甸2例、孟加拉国1例）；本土1例（勐腊县中风险区域管控区重点人员排查发现）。

#### 2月
2月2日，云南省新增确诊病例1例，为境外输入（缅甸1例）。
2月10日，云南省新增确诊病例1例，为境外输入（缅甸1例）。
2月12日，云南省新增确诊病例2例，为本土确诊病例（麻栗坡县在主动核酸检测人员和集中隔离点密切接触者中发现）；新增无症状感染者4例，其中境外输入3例（老挝3例），本土1例（麻栗坡县在集中隔离点密切接触者中发现）。
2月13日，云南省新增确诊病例1例，为本土确诊病例（麻栗坡县在集中隔离点密切接触者中发现）；新增无症状感染者9例，其中境外输入3例（老挝3例），本土6例（麻栗坡县在集中隔离点密切接触者中发现）。
2月14日，云南省新增无症状感染者6例，其中境外输入3例（老挝2例、缅甸1例），本土3例（麻栗坡县在集中隔离点密切接触者中发现2例、在管控区区域核酸筛查中发现1例）。
2月15日，云南省新增确诊病例3例，均为境外输入（缅甸3例）；新增无症状感染者2例，其中境外输入1例（缅甸1例），本土1例（麻栗坡县在集中隔离点密切接触者中发现）。
2月16日，云南省新增确诊病例2例，其中境外输入1例（缅甸1例），本土确诊病例1例（瑞丽市在抵边村常规核酸检测中发现1例）；新增无症状感染者3例，其中境外输入1例（缅甸1例），本土2例（瑞丽市在重点人群定期核酸检测中发现1例、在其密切接触者核酸检测中发现1例）。
2月17日，云南省新增确诊病例3例，其中境外输入2例（缅甸1例、泰国1例），本土1例（河口县在主动核酸检测人员中发现）；新增本土无症状感染者7例（河口县在密切接触者排查中发现2例，瑞丽市在集中隔离点密切接触者中发现3例、在申请离瑞集中隔离点人员常规筛查中发现1例，麻栗坡县在集中隔离点密切接触者中发现1例）。
2月18日，云南省新增确诊病例4例，其中境外输入1例（缅甸1例），本土3例（瑞丽无症状感染者转为确诊病例2例，河口县重点人群核酸检测中发现1例）；新增无症状感染者5例，其中境外输入1例（缅甸1例），本土4例（瑞丽市在集中隔离点密切接触者中发现3例、在全员核酸检测中发现1例）。
2月19日，云南省新增确诊病例3例，均为本土病例（河口县在全员核酸检测中发现2例、在隔离点密切接触者中发现1例）。
2月20日，云南省新增确诊病例4例，均为本土病例（瑞丽市无症状感染者转确诊2例、集中隔离点密切接触者中发现1例，河口县无症状感染者转确诊1例）；新增无症状感染者2例，其中境外输入1例（老挝1例），本土1例（麻栗坡县在集中隔离点密切接触者中发现1例）。
2月21日，云南省新增确诊病例6例，其中境外输入1例（缅甸1例），本土5例（瑞丽市在主城区区域核酸检测中发现2例、在抵边严管区区域核酸检测中发现1例、在密切接触者中发现1例，河口县在密切接触者中发现1例）。
2月22日，云南省新增确诊病例5例，其中境外输入3例（老挝2例，缅甸1例），本土2例（河口县在区域核酸筛查中发现2例）。新增无症状感染者4例，其中境外输入3例（老挝3例），本土1例（河口县在区域核酸筛查中发现）。
2月23日，云南省新增确诊病例5例，其中境外输入2例（老挝2例），本土3例（河口县无症状感染者转为确诊病例1例，镇康县在区域核酸筛查中发现2例）。新增无症状感染者7例，均为本土（镇康县在区域核酸筛查中发现7例），当日转确诊病例1例（河口县1例）。
2月24日，云南省新增确诊病例5例，均为本土病例（镇康县无症状感染者转为确诊病例1例，河口县在区域核酸筛查中发现4例）。新增无症状感染者10例，其中境外输入1例（老挝1例），本土9例（镇康县在区域核酸筛查中发现7例、河口县在区域核酸筛查中发现1例、瑞丽市在抵边重点人群定期核酸检测中发现1例）。
2月25日，云南省新增确诊病例9例，其中境外输入6例（缅甸5例，老挝1例），本土3例（河口县在抵边严管区核酸筛查中发现1例，镇康县在封控区重点人群核酸筛查中发现1例、在集中隔离点密切接触者中发现1例）。新增无症状感染者20例，其中境外输入3例（缅甸2例，老挝1例），本土17例（瑞丽市在集中隔离点密切接触者中发现1例，河口县在抵边严管区核酸筛查中发现3例、在集中隔离点密切接触者中发现1例，镇康县在集中隔离点密切接触者中发现11例，耿马县在重点人群核酸筛查中发现1例）。
2月26日，云南省新增确诊病例6例，其中境外输入4例（缅甸4例，含无症状感染者转为确诊病例2例），本土2例（镇康县在集中隔离点密切接触者中发现2例）；新增无症状感染者13例，其中境外输入1例（老挝1例），本土12例（镇康县在集中隔离点密切接触者中发现9例，河口县在集中隔离点密切接触者中发现2例、在区域核酸筛查中发现1例）。
2月27日，云南省新增确诊病例3例，其中境外输入1例（缅甸1例），本土2例（镇康县在集中隔离点密切接触者中发现2例）。新增无症状感染者23例，其中境外输入2例（老挝2例），本土21例（镇康县在集中隔离点密切接触者中发现17例，河口县在区域核酸筛查中发现2例、在集中隔离点密切接触者中发现1例，瑞丽市在重点人群定期核酸检测中发现1例）。
2月28日，云南省新增确诊病例10例，其中境外输入4例（缅甸2例、老挝1例、印度尼西亚1例），本土6例（瑞丽市在姐告严管区定期核酸筛查中发现2例、区域核酸筛查中发现1例、离瑞前核酸筛查中发现1例，镇康县在集中隔离点密切接触者中发现1例，盈江县在抵边严管区重点人群定期核酸筛查中发现1例）。新增无症状感染者9例，其中境外输入3例（老挝2例、缅甸1例），本土6例（耿马县在区域核酸筛查中发现1例、重点人群定期核酸筛查中发现1例，瑞丽市在姐告严管区定期核酸筛查中发现1例、重点人群定期核酸筛查中发现1例，镇康县在区域核酸筛查中发现1例，河口县在集中隔离点密切接触者中发现1例）。

#### 3月
3月1日，云南省新增确诊病例3例，其中境外输入2例（老挝2例，含无症状感染者转确诊病例1例），本土1例（瑞丽市在集中隔离点密切接触者中发现）。新增无症状感染者10例，其中境外输入1例（缅甸1例），本土9例（镇康县在集中隔离点密切接触者中发现3例，瑞丽市在抵边严管区区域核酸筛查中发现2例、在集中隔离点密切接触者中发现1例，河口县在集中隔离点密切接触者中发现1例、在重点人员定期核酸筛查中发现1例，陇川县在重点人员定期核酸筛查中发现1例）。
3月2日，云南省新增确诊病例1例，为本土确诊病例，系瑞丽市在抵边严管区核酸筛查中发现。新增无症状感染者11例，其中境外输入2例（缅甸1例、老挝1例），本土9例（瑞丽市在抵边严管区核酸筛查中发现2例、区域核酸筛查中发现2例、重点人群核酸筛查中发现1例，河口县在密切接触者中发现2例，盈江县在密切接触者中发现1例，耿马县在重点人群核酸筛查中发现1例）。
3月3日，云南省新增确诊病例6例，其中境外输入2例（缅甸），本土4例（瑞丽市在抵边严管区核酸筛查中发现1例、腾冲市在重点人群定期核酸筛查中发现1例、河口县本土无症状感染者转为确诊病例2例）。新增无症状感染者19例，其中境外输入5例（老挝3例、缅甸1例、印度尼西亚1例），本土14例（瑞丽市在区域核酸筛查中发现8例、重点人群定期核酸筛查中发现1例，腾冲市在重点人群定期核酸筛查中发现4例，陇川县在重点人群定期核酸筛查中发现1例）。
3月4日，云南省新增确诊病例2例，均为本土确诊病例，系瑞丽市在区域核酸筛查中发现。新增无症状感染者11例，其中境外输入3例（老挝2例、缅甸1例），本土8例（瑞丽市在区域核酸筛查中发现6例、重点人群离岗前集中隔离筛查中发现1例，陇川县在区域核酸筛查中发现1例）。
3月5日，云南省新增确诊病例4例，均为本土病例（瑞丽市在区域核酸筛查中发现3例，镇康县在区域核酸筛查中发现1例）。新增无症状感染者18例，其中境外输入1例（泰国1例），本土17例（瑞丽市在区域核酸筛查中发现11例、集中隔离点密切接触者核酸筛查中发现2例、抵边重点人群定期核酸筛查中发现2例、主动就医人员核酸筛查中发现1例，陇川县在集中隔离点密切接触者核酸筛查中发现1例）。
3月6日，云南省新增确诊病例4例，均为本土确诊病例，系瑞丽市在区域核酸筛查中发现。新增无症状感染者18例，均为本土无症状感染者（瑞丽市在区域核酸筛查中发现13例、集中隔离点密切接触者中发现4例，陇川县在区域核酸筛查中发现1例）。
3月7日，昆明市呈贡区接昆明市中医医院呈贡医院报告核酸检测初筛阳性2例。检出阳性的两人为云南艺术学院呈贡校区学生，同住一个宿舍，2月28日乘坐KY8202航班抵昆，3月6日出现发热症状，3月7日凌晨到昆明市中医医院呈贡院区就诊后初筛阳性。当日云南省新增确诊病例6例，其中境外输入1例（缅甸），本土5例（瑞丽市在封控区核酸筛查中发现2例、管控区核酸筛查中发现1例，呈贡区在发热门诊主动就诊人员核酸筛查中发现2例）。新增无症状感染者20例，其中境外输入2例（老挝），本土18例（瑞丽市在密切接触者中发现5例、封控区核酸筛查中发现5例、管控区核酸筛查中发现2例、防范区核酸筛查中发现1例，陇川县在密切接触者中发现2例，耿马县在封控区核酸筛查中发现1例，呈贡区在密切接触者中发现1例，镇康县在管控区核酸筛查中发现1例）。
3月8日，云南省新增确诊病例5例，其中境外输入1例（缅甸），本土4例（瑞丽市在封控区和管控区核酸筛查中各发现1例，呈贡疫情在密切接触者中发现2例）。新增无症状感染者25例，其中境外输入1例（老挝），本土24例（瑞丽市在封控区核酸筛查中发现9例、管控区核酸筛查中发现7例、密切接触者中发现5例，陇川县在管控区核酸筛查中发现2例，镇康县在防范区重点人群核酸筛查中发现1例）。
3月9日，云南省新增确诊病例5例，其中境外输入2例（老挝），本土3例（瑞丽市在封控区核酸筛查中发现2例，腾冲市本土无症状感染者转为确诊病例1例）。新增无症状感染者28例，其中境外输入6例（老挝5例、缅甸1例），本土22例（瑞丽市在封控区核酸筛查中发现14例、密切接触者中发现3例、管控区核酸筛查中发现2例、防范区核酸筛查中发现1例、发热门诊主动就诊人员核酸筛查中发现1例，陇川县在密切接触者中发现1例）。
3月10日，云南省新增确诊病例6例，其中境外输入1例（柬埔寨），本土5例（瑞丽市在封控区核酸筛查中发现3例、管控区核酸筛查中发现1例，呈贡区在密切接触者中发现1例）；新增无症状感染者27例，其中境外输入2例（老挝），本土25例（瑞丽市在封控区核酸筛查中发现10例、密切接触者中发现6例、闭环管理人员中发现1例，呈贡区在密切接触者中发现3例，盘龙区在密切接触者中发现2例、在封控区核酸筛查中发现1例，镇康县在密切接触者中发现1例，陇川县在密切接触者中发现1例）。
3月11日，云南省新增确诊病例4例，均为本土（瑞丽市在密切接触者中发现1例、封控区核酸筛查中发现1例，盘龙区在密切接触者中发现1例、管控区核酸筛查中发现1例），新增无症状感染者23例，其中境外输入4例（越南2例、老挝1例、缅甸1例），本土19例（瑞丽市在密切接触者中发现6例、封控区核酸筛查中发现4例、闭环管理人员核酸筛查中发现1例，陇川县在管控区核酸筛查中发现3例、密切接触者中发现2例，盘龙区在管控区核酸筛查中发现1例、官渡区在管控区核酸筛查中发现1例，镇康县在重点人群核酸筛查中发现1例）。
3月12日，云南省新增确诊病例2例，均为本土确诊病例，系瑞丽市在集中隔离点发现。新增无症状感染者21例，其中境外输入1例（老挝），本土20例（瑞丽市在集中隔离点发现8例、闭环管理人员核酸筛查发现2例，陇川县封控区核酸筛查发现7例、闭环管理人员核酸筛查发现1例，镇康县在集中隔离点发现1例，盘龙区在集中隔离点发现1例）。
3月13日，云南省新增确诊病例5例，其中境外输入1例（老挝），本土4例（瑞丽市在封控区核酸筛查中发现2例，陇川县、河口县各在集中隔离点发现1例）。新增无症状感染者37例，其中境外输入2例（老挝），本土35例（河口县在封控区核酸筛查中发现3例、管控区核酸筛查中发现4例、防范区核酸筛查中发现13例，瑞丽市在集中隔离点发现4例、封控区核酸筛查中发现3例、管控区核酸筛查中发现3例、闭环管理人员核酸筛查中发现1例，陇川县、盈江县各在闭环管理人员核酸筛查中发现1例，盘龙区、镇康县各在集中隔离点发现1例）。
3月14日，云南省全省新增确诊病例4例，均为本土确诊病例，其中瑞丽市2例、陇川县1例、河口县1例，均在集中隔离点发现。新增无症状感染者31例，其中境外输入7例（泰国5例、老挝2例），本土24例（瑞丽市在封控区核酸筛查中发现5例、集中隔离点发现4例，陇川县在集中隔离点发现6例、封控区核酸筛查中发现1例、防范区核酸筛查中发现1例，河口县在集中隔离点发现4例、封控区核酸筛查中发现1例、防范区核酸筛查中发现1例，盈江县在封控区核酸筛查中发现1例）。
3月15日，云南省新增确诊病例7例，其中境外输入1例（缅甸），本土6例（瑞丽市在集中隔离点发现2例、管控区核酸筛查中发现2例，河口县在集中隔离点发现1例、管控区核酸筛查中发现1例）。新增无症状感染者35例，其中境外输入3例（泰国），本土32例（瑞丽市在集中隔离点发现9例、封控区核酸筛查中发现5例、管控区核酸筛查中发现7例，陇川县在集中隔离点发现4例、封控区核酸筛查中发现2例，河口县在集中隔离点发现3例、管控区核酸筛查中发现1例，镇康县在集中隔离点发现1例）。
3月16日，云南省新增确诊病例6例，其中境外输入1例（缅甸），本土5例（陇川县在集中隔离点发现2例，瑞丽市、盘龙区各在集中隔离点发现1例，金平县在发热门诊主动就诊人员核酸筛查中发现1例）。新增无症状感染者26例，其中境外输入2例（老挝），本土24例（瑞丽市在集中隔离点发现6例、封控区核酸筛查中发现11例，陇川县在集中隔离点发现5例，河口县在封控区核酸筛查中发现1例，盈江县在集中隔离点发现1例）。
3月17日，云南省新增确诊病例6例，其中境外输入1例（泰国），本土5例（瑞丽市在集中隔离点发现4例、本土无症状感染者转为确诊病例1例）。新增无症状感染者30例，其中境外输入5例（泰国2例、老挝2例、印度尼西亚1例），本土25例（瑞丽市在集中隔离点发现14例、封控区核酸筛查中发现1例；陇川县在集中隔离点发现5例，在封控区核酸筛查中发现1例，在闭环管理人员、发热门诊主动就诊人员核酸筛查中各发现1例；河口县在封控区核酸筛查中发现1例；盈江县在集中隔离点发现1例）。
3月18日，云南省新增确诊病例6例，其中境外输入1例（缅甸），本土5例（瑞丽市在封控区核酸筛查中发现2例、在发热门诊主动就诊人员核酸筛查中发现1例，金平县、盈江县各在封控区核酸筛查中发现1例）。新增无症状感染者24例，均为本土（瑞丽市在集中隔离点发现13例、在封控区核酸筛查中发现2例、在管控区核酸筛查中发现1例，陇川县在集中隔离点发现4例、在防范区核酸筛查中发现1例，盈江县、盘龙区各在集中隔离点发现1例，金平县在封控区核酸筛查中发现1例）。
3月19日，云南省新增确诊病例4例，均为本土（瑞丽市在集中隔离点和封控区核酸筛查中各发现2例）。新增无症状感染者17例，均为本土（瑞丽市在集中隔离点发现9例、在封控区核酸筛查中发现4例，陇川县在集中隔离点和封控区核酸筛查中各发现2例）。
3月20日，云南省新增确诊病例4例，均为本土确诊病例（盈江县在集中隔离点发现2例，瑞丽市、河口县各在封控区核酸筛查中发现1例）。新增无症状感染者28例，其中境外输入3例（泰国2例、老挝1例），本土25例（瑞丽市在集中隔离点发现7例、在封控区核酸筛查中发现4例，陇川县在集中隔离点发现8例、在封控区核酸筛查中发现3例，盈江县在集中隔离点发现2例，河口县在封控区核酸筛查中发现1例）。
3月21日，云南省新增确诊病例3例，均为本土确诊病例（瑞丽市在集中隔离点发现1例，陇川县、河口县本土无症状感染者转为确诊病例各1例）。新增无症状感染者13例，其中境外输入1例（老挝），本土12例（瑞丽市在集中隔离点发现4例、封控区核酸筛查中发现4例、发热门诊主动就诊人员核酸筛查中发现1例，陇川县在集中隔离点发现1例，河口县在封控区核酸筛查和重点人群定期核酸筛查中各发现1例）。
3月22日，云南省新增确诊病例2例，均为本土（瑞丽市、陇川县各在集中隔离点发现1例）。新增无症状感染者17例，其中境外输入2例（老挝），本土15例（陇川县在集中隔离点发现4例、在闭环管理重点人员定期核酸筛查中发现3例，瑞丽市在集中隔离点发现5例、在封控区核酸筛查中发现1例，河口县在封控区核酸筛查中发现1例，镇康县在管控区核酸筛查中发现1例）。
3月23日，云南省全省新增确诊病例1例，系瑞丽市在封控区核酸筛查中发现的本土确诊病例。新增无症状感染者15例，均为本土（瑞丽市在集中隔离点发现1例、封控区核酸筛查中发现4例，陇川县在集中隔离点发现4例，河口县在封控区核酸筛查中发现3例，镇康县在集中隔离点发现2例，盈江县在闭环管理重点人员定期核酸筛查中发现1例）。
3月24日，云南省新增确诊病例3例，均为本土确诊病例（瑞丽市在集中隔离点发现2例，镇康县在集中隔离点发现1例）。新增无症状感染者16例，其中境外输入1例（老挝），本土15例（瑞丽市在集中隔离点发现8例、封控区核酸筛查中发现2例、闭环管理重点人员核酸筛查中发现1例，陇川县、镇康县各在集中隔离点发现2例）。
3月25日，云南省新增确诊病例1例，系瑞丽市在集中隔离点发现的本土确诊病例。新增无症状感染者13例，其中境外输入2例（老挝1例、澳大利亚1例），本土11例（瑞丽市在集中隔离点发现2例、封控区核酸筛查中发现1例、闭环管理重点人员核酸筛查中发现1例，芒市在封控区核酸筛查中发现4例，镇康县在集中隔离点发现2例，河口县在管控区重点人群核酸筛查中发现1例）。
3月26日，云南省新增确诊病例1例，系瑞丽市在集中隔离点发现的本土确诊病例。新增无症状感染者16例，其中境外输入4例（澳大利亚3例、泰国1例），本土12例（瑞丽市在集中隔离点发现6例、封控区核酸筛查中发现1例，麻栗坡县在集中隔离点发现1例、省外返乡人员主动核酸检测中发现1例，河口县在封控区核酸筛查中发现2例，芒市在集中隔离点发现1例）。
3月27日，云南省新增确诊病例1例，系芒市在集中隔离点发现的本土确诊病例。新增无症状感染者14例，其中境外输入3例（泰国、印度尼西亚、老挝各1例），本土11例（芒市4例、麻栗坡县4例、河口县2例、瑞丽市1例，均在集中隔离点发现）。
3月28日，云南省全省新增确诊病例2例，均为境外输入病例（缅甸）。新增无症状感染者7例，其中境外输入1例（老挝），本土6例（芒市在集中隔离点发现3例，官渡区在省外入滇人员主动核酸筛查中发现1例、集中隔离点发现1例，瑞丽市在集中隔离点发现1例）。
3月29日，云南省新增确诊病例4例，均为境外输入病例（老挝）。新增无症状感染者5例，其中境外输入2例（老挝、缅甸各1例），本土3例（芒市2例、麻栗坡县1例，均在集中隔离点发现）。
3月30日，云南省新增确诊病例2例，系思茅区、师宗县在省外入滇人员核酸筛查中各发现1例本土确诊病例。新增无症状感染者9例，其中境外输入4例（越南、缅甸各2例），本土5例（芒市、瑞丽市、河口县在集中隔离点各发现1例，镇康县在闭环管理人员定期核酸筛查中发现1例，官渡区在省外入滇人员核酸筛查中发现1例）。
3月31日，云南省新增确诊病例1例，为境外输入病例（缅甸）。新增无症状感染者7例，其中境外输入5例（缅甸2例、老挝2例、日本1例），本土2例（瑞丽市在闭环管理人员定期核酸筛查中发现1例，河口县在封控区核酸筛查中发现1例）。

#### 4月
4月1日，云南省新增确诊病例2例，其中境外输入确诊病例1例（越南），瑞丽市本土无症状转为确诊病例1例。新增无症状感染者11例，其中境外输入5例（澳大利亚4例、老挝1例），本土6例（瑞丽市在封控区定期核酸筛查中发现2例，官渡区、师宗县在集中隔离点各发现1例，河口县在闭环管理人员定期核酸筛查中发现1例，金平县在封控区定期核酸筛查中发现1例）。
4月2日，云南省新增无症状感染者10例，其中境外输入4例（泰国2例、老挝2例），本土6例（师宗县在集中隔离点发现2例，瑞丽市、陇川县、呈贡区、官渡区在集中隔离点各发现1例）。
4月3日，云南省新增确诊病例1例，为境外输入病例（缅甸）；新增无症状感染者9例，其中境外输入6例（泰国3例、日本2例、老挝1例），本土3例（陇川县在抵边重点人员定期核酸筛查中发现1例，瑞丽市、官渡区在集中隔离点各发现1例）。
4月4日，云南省新增2例确诊病例，均为本土病例，其中：金平县在集中隔离点发现1例、镇雄县在省外（上海市）入滇人员社区管理中发现1例。新增无症状感染者16例，其中境外输入2例（缅甸、老挝各1例），本土14例（陇川县在集中隔离点发现8例、在封控区重点人群核酸筛查中发现2例，瑞丽市在抵边封控区定期核酸筛查中发现1例，河口县在抵边村寨重点人群核酸筛查中发现1例，金平县、师宗县在集中隔离点各发现1例）。
4月5日，云南省新增确诊病例2例，其中：境外输入无症状感染者转为确诊病例1例（老挝）；本土确诊病例1例，系盈江县在抵边管控区核酸筛查中发现。新增无症状感染者5例，其中境外输入1例（老挝），本土4例（均为陇川县在集中隔离点发现）。
4月6日，云南省新增确诊病例1例，为境外输入病例（老挝）。新增无症状感染者6例，均为本土无症状感染者，其中陇川县在集中隔离点发现3例、盈江县在集中隔离点发现1例、金平县在抵边管控区核酸筛查中发现1例、河口县在闭环管理人员定期核酸筛查中发现1例。
4月7日，云南省新增确诊病例3例，其中：境外输入病例2例（老挝、缅甸各1例）；本土确诊病例1例，系金平县在抵边村主动就诊人员核酸筛查中发现。新增无症状感染者8例，均为本土病例，其中陇川县、盈江县、镇雄县在集中隔离点各发现2例，河口县在集中隔离点和闭环管理人员定期核酸筛查中各发现1例。
4月8日，云南省新增无症状感染者5例，其中境外输入2例（缅甸、澳大利亚各1例），本土3例（河口县在封控区核酸筛查中发现2例，陇川县在集中隔离点发现1例）。
4月9日，云南省新增确诊病例1例，为境外输入病例（缅甸）。新增无症状感染者4例，其中境外输入1例（澳大利亚），本土3例（孟连县在患者住院前核酸筛查中发现1例、马关县在主动核酸检测中发现1例、瑞丽市在集中隔离点发现1例）。
4月10日，云南省新增确诊病例2例，均为本土病例（师宗县无症状感染者转为确诊病例1例，孟连县在封控区核酸筛查中发现1例）。新增无症状感染者17例，其中：境外输入9例（澳大利亚3例、老挝3例、日本2例、缅甸1例）；本土8例（马关县在重点人群核酸筛查中发现2例、在集中隔离点发现1例，孟连县在封控区核酸筛查中发现3例、在集中隔离点发现1例，五华区在省外（上海）入滇人员核酸筛查中发现1例）。
4月11日，云南省新增确诊病例1例，系马关县在重点人群核酸筛查中发现的本土确诊病例。新增无症状感染者8例，其中：境外输入4例（老挝2例、缅甸1例、澳大利亚1例）；本土4例（马关县在重点人群核酸筛查中发现3例、河口县在封控区核酸筛查中发现1例）。
4月12日，云南省新增确诊病例1例，系孟连县在封控区核酸检测中发现的本土确诊病例。新增无症状感染者10例，均为本土，其中：孟连县在封控区核酸筛查中发现4例，马关县在集中隔离点发现2例、封控区核酸筛查中发现2例、主动核酸检测中发现1例，文山市在主动核酸检测中发现1例。
4月13日，云南省新增确诊病例6例，其中境外输入3例（老挝、越南、缅甸各1例），本土3例（孟连县在集中隔离点发现1例，马关县在重点人群核酸筛查和封控区核酸筛查中各发现1例）。新增无症状感染者7例，均为本土，其中：马关县在封控区核酸筛查中发现6例、河口县在封控区核酸筛查中发现1例。
4月14日，云南省新增确诊病例6例，均为本土病例，其中：马关县在重点人群核酸检测和区域核酸筛查中各发现2例，孟连县在集中隔离点和区域核酸筛查中各发现1例。新增无症状感染者21例，其中境外输入5例（缅甸3例、澳大利亚1例、印度尼西亚1例）；本土16例（马关县在区域核酸筛查中发现11例、集中隔离点发现3例，孟连县在集中隔离点发现1例，呈贡区在省外（上海）入滇人员主动核酸检测中发现1例）。
4月15日，云南省新增确诊病例1例，系从境外（老挝）输入，新增无症状感染者60例，其中境外输入4例（老挝2例、缅甸1例、澳大利亚1例）；本土56例（马关县在区域核酸筛查中发现43例、集中隔离点发现10例、重点人群核酸筛查中发现1例，孟连县在集中隔离点发现1例，石林县在省外入滇人员核酸筛查中发现1例）。
4月16日，云南省新增无症状感染者52例，其中境外输入1例（澳大利亚），本土51例（马关县在集中隔离点发现18例、封控区核酸筛查中发现22例、管控区核酸筛查中发现9例，孟连县在集中隔离点发现1例，勐腊县在抵边村重点人群主动核酸筛查中发现1例）。
4月17日，云南省新增确诊病例2例，均为境外输入病例（缅甸2例）；新增无症状感染者33例，其中境外输入2例（老挝2例）；本土31例（马关县在集中隔离点发现15例、封控区核酸筛查发现15 例、管控区核酸筛查发现1例）。
4月18日，云南省新增确诊病例3例，其中境外输入2例（老挝、澳大利亚各1例），本土1例（石林县在集中隔离点发现）。新增无症状感染者14例，其中境外输入1例（缅甸），本土13例（马关县在集中隔离点发现2例、封控区核酸筛查发现6例，勐腊县在集中隔离点发现2例，孟连县在集中隔离点发现2例、闭环管理重点人员定期核酸筛查中发现1例）。
4月19日，云南省新增确诊病例2例，均为境外输入（缅甸）。新增无症状感染者7例，其中境外输入2例（澳大利亚、泰国各1例），本土5例（马关县3例、勐腊县1例、河口县1例）。
4月20日，云南省新增确诊病例2例，其中境外输入1例（缅甸），本土1例（河口县）。新增无症状感染者8例，其中境外输入2例（缅甸、老挝各1例），本土6例（马关县5例、金平县1例）。
4月21日，云南省新增确诊病例7例，其中境外输入5例（缅甸3例、老挝1例、澳大利亚1例），本土2例（石林县、勐腊县各1例）。新增无症状感染者9例，均为本土（马关县5例、金平县4例）。
4月22日，云南省新增无症状感染者20例，其中境外输入6例（缅甸3例、澳大利亚2例、泰国1例），本土14例（金平县8例、马关县4例、河口县2例）。
4月23日，云南省新增确诊病例2例，其中境外输入1例（日本），本土1例（河口县本土无症状感染者转为确诊病例）。新增无症状感染者9例，其中境外输入1例（缅甸），本土8例（金平县6例、马关县2例）。
4月24日，云南省新增确诊病例2例，均为境外输入（缅甸、澳大利亚各1例）。新增无症状感染者19例，其中境外输入5例（缅甸2例，澳大利亚、老挝、印度尼西亚各1例），本土14例（金平县13例、马关县1例）。
4月25日，云南省新增无症状感染者9例，其中境外输入3例（缅甸2例、澳大利亚1例），本土6例（金平县5例、马关县1例）。
4月26日，云南省新增无症状感染者7例，其中境外输入4例（缅甸、老挝各2例），本土3例（金平县）。
4月27日，云南省新增无症状感染者6例，其中境外输入5例（缅甸），本土1例（金平县）。
4月28日，云南省新增确诊病例1例，系马关县本土无症状感染者转为确诊病例。新增无症状感染者4例，其中境外输入1例（老挝），本土3例（勐腊县、河口县、金平县各1例）。
4月29日，云南省新增确诊病例2例，均为境外输入（缅甸）。新增无症状感染者5例，其中境外输入1例（泰国），本土4例（勐腊县3例、金平县1例）。
4月30日，云南省新增无症状感染者5例，其中境外输入4例（泰国、澳大利亚各2例），本土1例（祥云县）。

#### 5月
5月1日，新增无症状感染者2例，其中境外输入1例（缅甸），本土1例（勐腊县）。
5月2日，新增无症状感染者6例，其中境外输入4例（老挝3例、缅甸1例），本土2例（金平县、祥云县各1例）。
5月3日，新增无症状感染者4例，均为境外输入（老挝）。
5月4日，新增确诊病例1例，为境外输入病例（缅甸），新增无症状感染者5例，其中境外输入3例（缅甸、老挝、印度尼西亚各1例），本土2例（勐腊县）。
5月5日，新增无症状感染者4例，其中境外输入2例（缅甸），本土2例（勐腊县）。
5月10日，云南省新增确诊病例1例，为境外输入（老挝）。
5月11日，云南省新增确诊病例4例，均为境外输入（缅甸3例、泰国1例）。
5月14日，云南省新增确诊病例2例，均为境外输入（澳大利亚、日本各1例）。
5月15日，云南省新增确诊病例1例，系境外输入（老挝）；新增无症状感染者6例，其中境外输入5例（老挝3例、缅甸1例、越南1例），本土1例（河口县）。
5月16日，云南省新增确诊病例2例，均为境外输入（老挝、缅甸各1例）。
5月18日，云南省新增确诊病例2例，均为境外输入（孟加拉国、日本各1例）。
5月19日，云南省新增确诊病例1例，系境外输入（老挝）。
5月21日，云南省新增确诊病例2例，均为境外输入（泰国、缅甸各1例）。
5月23日，云南省新增确诊病例1例，系境外输入（澳大利亚）。
5月25日，云南省新增确诊病例4例，均为境外输入（缅甸3例、斯里兰卡1例）。
5月26日，新增确诊病例3例，其中境外输入2例（老挝、缅甸各1例），本土1例（景东）。
5月27日，云南省新增无症状感染者2例，其中境外输入1例（澳大利亚），本土1例（景东）。
5月29日，云南省新增确诊病例2例，均为境外输入（缅甸）。
5月30日，云南省新增确诊病例3例，其中境外输入2例（老挝、泰国各1例），本土1例（孟连）。新增无症状感染者6例，其中境外输入5例（老挝3例、缅甸1例、泰国1例），本土1例（孟连）。
5月31日，云南省新增确诊病例1例，系境外输入（缅甸）。新增无症状感染者2例，其中境外输入1例（缅甸），本土1例（孟连）。

#### 6月
6月1日，云南省新增确诊病例1例，系境外输入（日本）。新增无症状感染者4例，其中境外输入3例（缅甸），本土1例（西山区在集中隔离医学观察的省外返滇人员中发现）。
6月3日，新增确诊病例2例，系境外输入（缅甸）。新增无症状感染者5例，其中境外输入4例（澳大利亚2例、老挝1例、缅甸1例），本土1例（红塔区在集中隔离医学观察的省外返滇人员中发现）。
6月4日，新增确诊病例1例，系境外输入（泰国）。
6月5日，新增无症状感染者6例，其中境外输入5例（老挝2例、泰国1例、缅甸1例、日本1例），本土1例（河口县）。
6月6日，新增确诊病例1例，系境外输入（泰国）。
6月7日，新增无症状感染者3例，均为本土（河口县）。
6月8日，新增确诊病例3例，系境外输入（缅甸2例、老挝1例）。新增无症状感染者6例，其中境外输入5例（老挝4例、澳大利亚1例），本土1例（河口县）。
6月10日，新增无症状感染者3例，其中境外输入2例（澳大利亚、老挝各1例），本土1例（孟连县）。
6月11日，新增无症状感染者9例，其中境外输入6例（澳大利亚3例、泰国2例、尼泊尔1例），本土3例（孟连县）。
6月12日，新增无症状感染者6例，其中境外输入3例（澳大利亚、泰国、老挝各1例），本土3例（孟连县）。
6月13日，新增无症状感染者4例，其中境外输入1例（澳大利亚），本土3例（孟连县）。
6月14日，新增无症状感染者3例，其中境外输入2例（老挝），本土1例（孟连县）。
6月16日，新增无症状感染者1例，系本土无症状感染者（罗平县在居家健康监测的省外返滇人员中发现）。
6月17日，新增确诊病例4例，均为境外输入（澳大利亚3例，孟加拉国1例）。
6月18日，新增确诊病例1例，系境外输入（澳大利亚）。
6月19日，新增确诊病例2例，均为境外输入（缅甸）。
6月24日，新增确诊病例5例，均为境外输入（缅甸3例、澳大利亚2例）。新增无症状感染者6例，其中境外输入4例（澳大利亚3例、缅甸1例），本土2例（孟连县）。
6月25日，新增确诊病例4例，均为境外输入（澳大利亚3例、缅甸1例）。
6月26日，新增确诊病例1例，为境外输入（缅甸）。新增无症状感染者3例，其中境外输入2例（澳大利亚、日本各1例），本土1例（孟连县）。
6月28日，新增无症状感染者3例，其中境外输入2例（澳大利亚），本土1例（孟连县）。

#### 7月
7月4日，新增确诊病例3例，均为境外输入（日本3例）。
7月5日，新增确诊病例1例，系境外输入（日本）。
7月7日，新增确诊病例1例，系境外输入（日本）。
7月9日，新增确诊病例1例，系境外输入（泰国）。
7月11日，新增确诊病例2例，均为境外输入（泰国、缅甸各1例）。
7月12日，新增确诊病例2例，均为境外输入（老挝）。
7月13日，新增确诊病例2例，均为境外输入（孟加拉国、缅甸各1例）。
7月14日，新增确诊病例3例，均为境外输入（孟加拉国2例、尼泊尔1例）。
7月15日，新增确诊病例1例，系境外输入（缅甸）。
7月16日，新增确诊病例2例，均为境外输入（老挝、泰国各1例）。
7月19日，新增无症状感染者3例，均为本土（金平县）。
7月20日，新增确诊病例6例，均为境外输入（马来西亚3例，缅甸、泰国、日本各1例）。
7月22日，新增确诊病例1例，系7月21日本土无症状感染者转为确诊病例（金平县）。新增无症状感染者9例，其中本土7例（金平县）、境外输入2例（尼泊尔、老挝各1例）。
7月23日，新增确诊病例2例，均为境外输入（日本）。新增无症状感染者15例，均为本土（金平县14例、河口县1例）。
7月24日，新增无症状感染者12例，其中本土9例（金平县）、境外输入3例。
7月25日，新增无症状感染者9例，其中本土7例（金平县）、境外输入2例。
7月26日，新增无症状感染者6例，其中本土2例（金平县）、境外输入4例。
7月27日，新增确诊病例1例，系境外输入。
7月28日，新增无症状感染者1例，为本土（金平县）。
7月29日，新增确诊病例1例，为境外输入。新增无症状感染者3例，其中本土1例（孟连县）、境外输入2例。
7月31日，新增无症状感染者3例，其中本土2例（孟连县）、境外输入1例。

#### 8月
8月1日，新增3例确诊病例（含1例无症状感染者转确诊病例），均为境外输入。
8月2日，新增4例确诊病例，均为境外输入。新增无症状感染者4例，其中本土1例（孟连县）、境外输入3例。
8月3日，新增1例确诊病例，为境外输入。新增无症状感染者3例，其中本土1例（孟连县）、境外输入2例。
8月4日，新增1例确诊病例，为境外输入。
8月5日，新增6例确诊病例，均为境外输入。
8月7日，新增确诊病例1例，系境外输入。
8月8日，新增确诊病例1例，为境外输入。
8月9日，新增确诊病例1例，为境外输入。新增本土无症状感染者1例（麻栗坡县）。
8月10日，新增确诊病例4例，均为境外输入。
8月11日，新增本土确诊病例1例，系德钦县在区域协查推送人员核酸检测中发现。
8月14日，新增确诊病例3例，均为境外输入。新增本土无症状感染者1例（鹤庆县）。
8月15日，新增确诊病例3例，其中2例为境外输入，1例为昆明市在西藏入滇人员中核酸检测发现。新增无症状感染者6例，其中4例为境外输入，2例为昆明市在西藏入滇人员中核酸检测发现。
8月16日，新增确诊病例5例，其中4例为境外输入、1例在集中隔离管理的外省入滇人员核酸检测中发现。
8月17日，新增确诊病例8例，其中7例为境外输入、1例为外省入滇人员核酸检测中发现。新增无症状感染者7例，其中4例为境外输入、3例为外省入滇人员核酸检测中发现。
8月18日，新增确诊病例2例，均为境外输入。新增无症状感染者8例，其中7例为境外输入、1例为外省入滇人员核酸检测中发现。
8月19日，新增确诊病例2例，分别在集中隔离管理的外省入滇人员和闭环管理的重点人员中发现。新增无症状感染者8例，其中境外输入5例、本土3例。
8月20日，新增确诊病例5例，其中3例为境外输入、2例为集中隔离管理的外省入滇人员密切接触者中发现。新增无症状感染者4例，其中2例为境外输入、2例为集中隔离管理的外省入滇人员及其密切接触者中发现。
8月21日，新增确诊病例1例，系在集中隔离管理的密切接触者中发现。新增无症状感染者6例，其中2例为境外输入、4例为集中隔离管理的外省入滇人员密切接触者中发现。
8月22日，新增确诊病例5例，其中3例为境外输入、1例为外省入滇人员密切接触者中发现、1例为集中隔离管理的重点人员密切接触者中发现。新增无症状感染者1例，为境外输入。
8月23日，新增确诊病例2例，1例为集中隔离点发现、1例为无症状感染者转为确诊病例。新增确诊病例2例，1例为集中隔离点发现、1例为无症状感染者转为确诊病例。
8月24日，新增确诊病例1例，系外省入滇重点人员核酸检测中发现。新增无症状感染者2例，均在集中隔离点发现。
8月25日，新增确诊病例2例，均为境外输入。新增无症状感染者4例，其中3例为境外输入、1例为抵边社区定期核酸检测中发现。
8月26日，新增确诊病例2例，1例为境外输入、1例为无症状感染者转为确诊病例。新增无症状感染者6例，其中5例为境外输入、1例为抵边社区定期核酸检测中发现。
8月28日，新增确诊病例1例，为境外输入。新增无症状感染者2例，其中1例为集中隔离点发现、1例为外省入滇人员核酸检测中发现。
8月30日，新增确诊病例5例，均为境外输入。
8月31日，新增确诊病例4例，均为境外输入。

#### 9月
9月1日，新增确诊病例1例，系8月24日诊断的无症状感染者转为确诊病例。新增无症状感染者2例，其中1例为境外输入、1例为集中隔离管理的外省入滇人员核酸检测中发现。
9月2日，新增确诊病例6例，其中4例为境外输入、1例为闭环管理重点人员定期核酸检测发现、1例为9月1日诊断的外省入滇无症状感染者转为确诊病例。
9月3日，新增确诊病例2例，均为境外输入。
9月4日，新增无症状感染者1例，系集中隔离点发现。
9月5日，新增确诊病例2例，均为境外输入。
9月7日，新增确诊病例7例，其中境外输入3例、外省入滇人员密切接触者中发现4例。新增无症状感染者2例，均系外省入滇人员密切接触者中发现。
9月8日，新增确诊病例5例，其中境外输入2例、外省入滇人员密切接触者中发现2例、主动核酸检测人员中发现1例。新增无症状感染者3例，其中境外输入1例、抵边社区定期核酸检测中发现2例。
9月9日，新增确诊病例6例，其中4例为境外输入、1例为集中隔离点发现、1例为9月7日报告的无症状感染者转为确诊病例。新增无症状感染者2例，其中境外输入1例、抵边社区定期核酸筛查中发现1例。
9月10日，新增确诊病例2例，其中境外输入1例、集中隔离点发现1例。新增无症状感染者2例，均为集中隔离点发现。
9月11日，新增确诊病例1例，系境外输入。新增无症状感染者3例，其中境外输入2例、集中隔离点发现1例。
9月12日，新增确诊病例4例。其中1例为境外输入、2例为集中隔离点发现、1例为9月10日报告的无症状感染者转为确诊病例。新增无症状感染者4例，其中境外输入1例、集中隔离点发现1例、闭环管理人员核酸检测中发现1例、口岸城市定期核酸检测中发现1例。
9月13日，新增确诊病例5例，均为境外输入。
9月14日，新增确诊病例8例，其中境外输入7例、主动就诊人群核酸检测中发现1例。新增无症状感染者6例，其中境外输入5例、抵边社区定期核酸检测中发现1例。
9月15日，新增确诊病例2例，其中境外输入1例、瑞丽在集中隔离点发现1例。新增无症状感染者8例，其中境外输入4例；瑞丽在集中隔离点发现2例、抵边社区定期核酸检测中发现1例，镇康在集中隔离点发现1例。
9月16日，新增确诊病例6例，其中境外输入5例、瑞丽在集中隔离点发现1例。新增无症状感染者6例，其中境外输入3例；瑞丽在集中隔离点发现1例、抵边村定期核酸检测中发现1例，河口在抵边社区定期核酸检测中发现1例。
9月17日，新增确诊病例3例，均为境外输入。新增无症状感染者8例，其中境外输入2例；瑞丽在集中隔离点发现4例、居家隔离观察发现1例，永胜在集中隔离管理的外省返滇人员中发现1例。
9月18日，新增确诊病例1例，系境外输入。新增无症状感染者5例，其中境外输入1例；瑞丽在集中隔离点发现1例、在闭环管理的重点人员中发现1例，永胜在集中隔离管理的外省返滇人员中发现2例。
9月19日，新增确诊病例4例，其中境外输入1例、永胜9月18日报告的外省返滇无症状感染者转为确诊病例2例、瑞丽在集中隔离点发现1例。新增无症状感染者4例，其中境外输入1例，瑞丽在集中隔离点发现1例、河口在集中隔离点发现1例、永胜在集中隔离管理的外省返滇人员中发现1例。
9月20日，新增确诊病例6例，其中境外输入1例，永胜在集中隔离管理的外省返滇人员中发现确诊病例4例、9月19日报告的外省返滇无症状感染者转为确诊病例1例。新增无症状感染者4例，其中境外输入2例，永胜在集中隔离管理的外省返滇人员中发现2例。
9月21日，新增确诊病例6例，均为境外输入。新增无症状感染者8例，其中境外输入5例；瑞丽、金平在抵边村定期核酸检测中各发现1例，镇康在主动就诊人员核酸检测中发现1例。
9月22日，新增确诊病例9例，其中境外输入7例，永胜在闭环管理重点人员中发现确诊病例1例、9月20日报告的外省返滇无症状感染者转为确诊病例1例。新增无症状感染者18例，其中境外输入14例；瑞丽、金平在集中隔离点各发现1例，镇康在集中隔离点和区域核酸检测中各发现1例。
9月23日，新增确诊病例7例，其中境外输入4例；永胜在集中隔离点发现确诊病例1例、9月20日报告的外省返滇无症状感染者转为确诊病例1例，瑞丽在高风险区域核酸检测中发现1例。新增无症状感染者22例，其中境外输入10例；鹤庆在集中隔离点外省返滇人员中发现5例，镇康在集中隔离点发现6例，金平在集中隔离点发现1例。
9月24日，新增确诊病例1例，系境外输入。新增无症状感染者6例，其中境外输入5例、瑞丽在抵边社区定期核酸检测中发现1例。
9月25日，新增确诊病例5例，其中境外输入2例；安宁在主动就诊人员核酸检测中发现2例，镇康在集中隔离点发现1例。新增无症状感染者3例，其中瑞丽在重点人员定期核酸检测中发现2例、大理在香港入滇人员“落地检”中发现1例。新增无症状感染者3例，其中瑞丽在重点人员定期核酸检测中发现2例、大理在香港入滇人员“落地检”中发现1例。
9月26日，新增确诊病例9例，均在集中隔离点发现，其中西山6例、安宁2例、瑞丽1例。新增无症状感染者21例，其中境外输入1例；瑞丽在区域核酸检测中发现7例、集中隔离点发现1例、居家隔离医学观察人员中发现1例，西山在集中隔离点发现6例，安宁在集中隔离点发现3例，镇康在集中隔离点发现1例，金平在居家隔离医学观察人员中发现1例。安宁市自该日起关闭人员密集场所，市民非必要不离安，减少跨区域出行。
9月27日，新增确诊病例5例，其中境外输入1例；安宁在集中隔离点发现2例，瑞丽在集中隔离点和区域核酸检测中各发现1例。新增无症状感染者10例，其中境外输入2例；瑞丽在集中隔离点发现4例、区域核酸检测中发现3例，安宁在集中隔离点发现1例。
9月28日，新增确诊病例6例，其中安宁在集中隔离点发现3例、瑞丽在集中隔离点发现2例、永胜在闭环管理人员中发现1例。新增无症状感染者25例，其中境外输入5例；瑞丽在集中隔离点发现9例、高风险区核酸检测中发现1例、区域核酸检测中发现1例，西山在集中隔离点发现8例，安宁在集中隔离点发现1例。
9月29日，新增确诊病例6例，其中安宁、西山在集中隔离点各发现2例，瑞丽在集中隔离点和非闭环管理重点人员中各发现1例。新增无症状感染者29例，其中境外输入4例；西山在集中隔离点发现9例、闭环管理重点人员中发现1例，安宁在集中隔离点发现4例，瑞丽在集中隔离点发现7例、在非闭环管理重点人员中发现3例、高风险区核酸筛查中发现1例。
9月30日，新增境外输入感染者3例，均为无症状感染者（航空输入）。新增省内感染者21例，其中确诊病例5例（安宁2例、西山1例、瑞丽2例），无症状感染者16例（瑞丽9例、安宁3例、西山3例、勐海1例）。

#### 10月
10月1日，新增境外输入感染者4例，均为无症状感染者（航空输入）。新增省内感染者14例，其中确诊病例6例（西山3例、勐海3例），无症状感染者8例（瑞丽7例、西山1例）。
10月2日，新增境外输入感染者2例，均为无症状感染者（航空输入）。新增外省入滇感染者3例，均为无症状感染者（建水2例、官渡1例）。新增省内感染者30例，其中确诊病例5例（西山2例、瑞丽1例、勐海1例、镇康1例），无症状感染者25例（勐海15例、瑞丽5例、西山3例、耿马1例、盈江1例）。
10月3日，新增境外输入感染者12例，均为无症状感染者（航空输入）。新增西藏返滇感染者1例，为无症状感染者（呈贡）。新增省内感染者40例，其中确诊病例14例（勐海10例、景洪1例、安宁1例、瑞丽1例、镇康1例），无症状感染者26例（勐海17例、瑞丽3例、西山2例、官渡1例、景洪1例、镇康1例、耿马1例）。
10月4日，新增境外输入感染者1例，为无症状感染者（航空输入）。新增新疆入滇感染者1例，为无症状感染者（官渡）。新增省内感染者72例，其中确诊病例23例（勐海17例、景洪2例、西山2例、官渡1例、盈江1例），无症状感染者49例（勐海39例、瑞丽4例、耿马2例、建水2例、景洪1例、镇康1例）。
10月5日，新增境外输入感染者4例，其中确诊病例1例、无症状感染者3例，均为航空输入。新增外省入滇感染者8例，其中来自新疆3例（威信2例、师宗1例）、西藏5例（昭阳），均为无症状感染者。新增省内感染者32例，其中确诊病例10例（勐海2例、景洪3例、西山3例、官渡1例、呈贡1例），无症状感染者22例（勐海13例、瑞丽5例、建水1例、景洪1例、河口1例、镇康1例）。
10月6日，新增境外输入感染者9例，其中确诊病例7例、无症状感染者2例，均为航空输入。新增新疆入滇感染者3例，均为无症状感染者（威信2例、师宗1例）。新增省内感染者41例，其中确诊病例18例（勐海15例、景洪2例、西山1例），无症状感染者23例（勐海17例、瑞丽5例、景洪1例）。
10月7日，新增境外输入感染者4例，其中确诊病例1例（陆路输入），无症状感染者3例（航空输入）。新增新疆入滇感染者6例，均为无症状感染者（富源2例、大关2例、彝良1例、麒麟1例）。新增省内感染者32例，其中确诊病例12例（勐海9例、瑞丽2例、景洪1例），无症状感染者20例（勐海9例、瑞丽6例、景洪2例、镇康2例、陇川1例）。
10月8日，新增境外输入感染者5例，其中确诊病例2例（航空输入），无症状感染者3例（陆路输入2例、航空输入1例）。新增外省入滇感染者18例，分别来自新疆16例、西藏1例、甘肃1例，其中确诊病例6例（彝良4例、个旧1例、昭阳1例），无症状感染者12例（宾川10例、个旧1例、弥勒1例）。新增省内感染者29例，其中确诊病例5例（勐海3例、景洪1例、陇川1例），无症状感染者24例（瑞丽17例、勐海5例、景洪1例、陇川1例）。
10月9日，新增境外输入感染者2例，均为无症状感染者（陆路输入、航空输入各1例）。新增外省入滇感染者38例，分别来自新疆37例、甘肃1例，其中确诊病例11例（彝良8例、勐腊1例、元江1例、大关1例），无症状感染者27例（宾川14例、个旧3例、富源4例、元江4例、彝良1例、弥勒1例）。新增省内感染者37例，其中确诊病例15例（勐海10例、瑞丽3例、景洪2例），无症状感染者22例（瑞丽12例、勐海8例、盈江1例、镇康1例）。
10月10日，新增境外输入感染者7例，均为航空输入，其中确诊病例3例，无症状感染者4例。新增外省入滇感染者6例，分别来自新疆5例、浙江1例，其中确诊病例1例（元江），无症状感染者5例（宾川4例、思茅1例）。新增省内感染者41例，其中确诊病例9例（勐海3例、瑞丽3例、景洪2例、勐腊1例），无症状感染者32例（瑞丽15例、勐海13例、景洪2例、个旧2例）。已公布的无症状感染者转为确诊病例1例（彝良）。
10月11日，新增境外输入感染者2例，均为无症状感染者（航空输入）。新增外省入滇感染者4例，分别来自新疆、青海、甘肃、浙江，其中确诊病例1例（思茅），无症状感染者3例（寻甸、会泽、元江各1例）。新增省内感染者48例，其中确诊病例3例（瑞丽2例、勐腊1例），无症状感染者45例（瑞丽24例、勐海20例、澄江1例）。
10月12日，新增外省入滇感染者3例，均来自新疆，其中确诊病例1例（大关），无症状感染者2例（麒麟、华宁各1例）。新增省内感染者54例，其中确诊病例3例（瑞丽2例、澄江1例），无症状感染者51例（瑞丽27例，勐海15例，陇川3例，个旧2例，芒市、盈江、勐腊、澄江各1例）。
10月13日，新增境外输入感染者4例，均为无症状感染者（航空输入3例、陆路输入1例）。新增外省入滇感染者2例，分别来自新疆、甘肃，其中确诊病例1例（华宁），无症状感染者1例（弥勒）。新增省内感染者56例，其中确诊病例7例（瑞丽3例，勐腊2例，西山、澄江各1例），无症状感染者49例（瑞丽26例，勐海13例，陇川3例，个旧3例，景洪、古城、芒市、盈江各1例）。
10月14日，新增境外输入感染者3例，其中确诊病例1例（陆路输入），无症状感染者2例（航空输入）。新增省内感染者34例，其中确诊病例2例（瑞丽1例，盈江1例），无症状感染者32例（瑞丽13例，勐海12例，陇川2例，个旧2例，勐腊2例，芒市1例）。
10月15日，新增境外输入感染者3例，均为航空输入，其中确诊病例1例，无症状感染者2例。新增甘肃入滇感染者1例，为确诊病例（镇雄）。新增省内感染者30例，其中确诊病例3例（瑞丽），无症状感染者27例（瑞丽17例，勐海6例，陇川、芒市、盈江、景洪各1例）。已公布的无症状感染者转为确诊病例1例（瑞丽）。
10月16日，新增境外输入感染者3例，均为确诊病例(航空输入)。新增甘肃入滇感染者2例，均为确诊病例（镇雄）。新增省内感染者33例，其中确诊病例2例（瑞丽），无症状感染者31例（瑞丽20例，勐海6例，盈江2例，陇川、河口、景洪各1例）。已公布的无症状感染者转为确诊病例2例（勐腊）。
10月17日，新增境外输入感染者5例，均为航空输入，其中确诊病例3例，无症状感染者2例。新增省内感染者33例，其中确诊病例6例（瑞丽3例，镇雄2例，河口1例），无症状感染者27例（瑞丽20例，勐海5例，盈江、芒市各1例）。
10月18日，新增境外输入感染者6例，均为无症状感染者（航空输入4例，陆路输入2例）。新增省内感染者32例，其中确诊病例2例（瑞丽），无症状感染者30例（瑞丽22例，勐海4例，盈江2例，陇川2例）。已公布的无症状感染者转为确诊病例1例（瑞丽）。
10月19日，新增境外输入感染者1例，为确诊病例（航空输入）。新增天津入滇感染者1例，为无症状感染者（河口）。新增省内感染者46例，其中确诊病例2例（瑞丽），无症状感染者44例（瑞丽35例，勐海6例，陇川2例，盈江1例）。
10月20日，新增境外输入感染者9例，均为航空输入，其中确诊病例2例，无症状感染者7例。新增省内感染者40例，其中确诊病例3例（瑞丽2例，陇川1例），无症状感染者37例（瑞丽32例，勐海3例，陇川2例）。
10月21日，新增境外输入感染者10例，均为航空输入，其中确诊病例1例，无症状感染者9例。新增省内感染者40例，其中确诊病例1例（瑞丽），无症状感染者39例（瑞丽34例，勐海3例，盈江2例）。
10月22日，新增境外输入感染者3例，其中确诊病例1例（陆路输入），无症状感染者2例（均为航空输入）。新增省内感染者25例，其中确诊病例2例（瑞丽），无症状感染者23例（瑞丽20例，陇川2例，盈江1例）。
10月23日，新增境外输入感染者2例，均为无症状感染者（航空输入、陆路输入各1例）。新增省内感染者34例，其中确诊病例3例（瑞丽2例，五华1例），无症状感染者31例（瑞丽28例，陇川3例）。
10月24日，新增境外输入感染者7例，均为航空输入，其中确诊病例1例、无症状感染者6例。新增河南入滇感染者1例，为无症状感染者（河口）。新增省内感染者32例，其中确诊病例2例（瑞丽，均为被管控人员）；无症状感染者30例：瑞丽25例（均为被管控人员），陇川3例（均为被管控人员），河口1例（非管控人员），盈江1例（为被管控人员）。
10月25日，新增境外输入感染者8例，均为航空输入，其中确诊病例3例、无症状感染者5例。新增河北入滇感染者2例，均为确诊病例（官渡，被管控人员、非管控人员各1例）。新增省内感染者28例，其中确诊病例2例（瑞丽，被管控人员、非管控人员各1例）；无症状感染者26例：瑞丽23例（被管控人员19例、非管控人员4例），陇川3例（被管控人员2例、非管控人员1例）。
10月26日，新增境外输入感染者2例，均为无症状感染者（航空输入、陆路输入各1例）。新增新疆入滇感染者1例，为无症状感染者（寻甸）。新增省内感染者9例，均为无症状感染者：瑞丽8例（均为被管控人员），河口1例（被管控人员）。
10月27日，新增境外输入感染者8例，其中确诊病例4例（斯里兰卡、缅甸、老挝、中国香港各输入1例），无症状感染者4例（柬埔寨、斯里兰卡各输入2例）。新增省内感染者30例，其中确诊病例2例：官渡区报告1例（密切接触者中发现），瑞丽市报告1例（社区筛查发现）；无症状感染者28例：瑞丽市报告25例（高风险区发现18例、社区筛查发现7例），陇川县报告1例（密切接触者中发现），盈江县报告1例（密切接触者中发现），孟连县1例（闭环管理重点人员中发现）。
10月28日，新增境外输入感染者3例，其中确诊病例1例（泰国输入），无症状感染者2例（老挝、斯里兰卡各输入1例）。新增新疆入滇感染者1例，为无症状感染者，寻甸县报告。新增省内感染者32例，其中确诊病例2例：为瑞丽市报告，其中集中隔离点、社区筛查各发现1例；无症状感染者30例：为瑞丽市报告，其中集中隔离点发现16例、密切接触者中发现5例、闭环管理重点人员中发现1例、高风险区发现4例、居家健康监测人员中发现1例、社区筛查发现3例。已公布的无症状感染者转为确诊病例1例，瑞丽市报告。
10月29日，新增境外输入感染者6例，其中确诊病例2例（斯里兰卡、缅甸各输入1例），无症状感染者4例（斯里兰卡输入2例，老挝、柬埔寨各输入1例）。新增省内感染者56例，其中确诊病例4例：为瑞丽市报告，其中集中隔离点、密切接触者中各发现2例；无症状感染者52例：为瑞丽市报告，其中集中隔离点发现11例、密切接触者中发现13例、高风险区发现26例、非闭环管理重点人员中发现2例。
10月30日，新增境外输入感染者1例，为确诊病例（老挝输入）。新增省内感染者73例，其中确诊病例3例：为瑞丽市报告，其中集中隔离点发现2例、居家隔离医学观察人员中发现1例；无症状感染者70例：瑞丽市报告67例（集中隔离点发现42例、密切接触者中发现5例、高风险区发现20例），盈江县报告3例（密切接触者中发现2例、抵边村定期筛查中发现1例）。

#### 12月
12月4日首班车起，乘坐昆明公交、地铁、出租车、网约车等市内营运的公共交通工具，运营企业在核验健康信息时，不得拒载无核酸阴性证明的乘客乘车。
12月5日起，昆明对已完成疫苗加强免疫或全程接种的市民，无须持有核酸检测阴性证明，经扫场所码、查验健康码和接种记录、测量体温无异常，并全程规范佩戴口罩，可正常进入全市旅游景点景区、公园。
12月24日起，消费者在药店购买布洛芬胶囊（颗粒）、布洛芬混悬液、连花清瘟及新冠抗原检测试剂时需实名登记。7天内每人（次）购买布洛芬（含缓释片、胶囊、颗粒）不超过1盒、布洛芬混悬液不超过1瓶、连花清瘟胶囊（颗粒）不超过2盒、新冠抗原检测试剂不超过6剂。

### 2023年

#### 1月
自1月1日起，昆明市不再提供免费核酸检测服务。

## 瑞麗疫情
自2021年3月以来，云南瑞丽连续暴发疫情，并多次采取封闭措施，城市停工停學。9月福建、江西、广西、湖北、湖南等多个省区发布公告，劝返在缅甸北部从事网络电信诈骗的中国公民。这些境外自首人员多从瑞丽入境，更加增添了当地的防疫压力。
疫情下不断有民众在社交平台及人民网的「地方领导留言板」发声，反映生活压力大、离瑞困难等问题。2021年10月26日，一名自称「瑞丽学生」的网友在发帖称现有政策规定每天只有两个离瑞名额，并称自己家人从三面与缅甸接壤的姐告被迁至瑞丽市区居住，有家难回，另外还表示今年家庭无任何收入，也未收到任何政府补贴，引发热议。另外當天瑞丽市一金姓男子从某温泉酒店4楼跳楼轻生。瑞麗當局表示该男子因性格内向、工作不顺选择轻生。瑞丽市政府曾发布《应对疫情做好“六稳六保”工作的支持政策》，从多方面从保障民生，瑞丽市民政局也发布了《关于进一步做好疫情期间困难群众基本生活保障工作的通知》，对三个月无收入来源的民众给予救助。但有民众称政府的通告并未真正得到实施，询问政府部门反被告知政府仅仅只是提出了倡议。瑞丽市新冠肺炎疫情防控工作指挥部在人民网的「领导留言版」上回应了「离瑞难」问题，称确有特殊情况需要离开的，可申请自费集中隔离，隔离14天后即可离开。但近一年没有开工的民众也难以承受隔离酒店的费用。自2021年3月疫情暴发以来，不断有民众逃离瑞丽，有民众称瑞丽的常住人口从四五十万降至十二三万。瑞丽市一位政府官员认为该言论过于夸张，瑞丽常住人口应当超过二十万。从官方通报的核酸普筛情况可以看出，4月的采集数为38.2万份，7月则降至26.5万份。10月28日，曾任瑞丽市副市长的戴荣里，在微信公众号发文《瑞丽需要祖国的关爱》，为瑞丽请命。当地政府回应称目前上级已经给予了很多支持，暂不需要帮助，并表示文章资料已经过期。2020年，瑞丽500万以上投资比2019年减少7.9%。住宿和餐饮业投资下降达81.1%，批发零售和房地产业下滑超过两成。旅游总收入从2019年166.1亿元下降到2020年52.92 亿元，2021年再下降至8.64亿元。
据报道，自2020年1月26日至2022年4月16日，瑞丽共经历了9次“封城”，最长35天。城区“封城”时长达160天。
2022年4月下旬，瑞丽稳步有序推进复工复产、复商复市、复学复课，稳妥推动珠宝玉石线下米柜专业市场复商复市，推进珠宝玉石直播行业附条件复工复产。瑞丽市农业、交通、房地产、足浴按摩美容店、餐饮堂食等行业也已全面复工复产。5月8日，停业17个月后的瑞丽市电影院正式复业。